# カキ (貝)

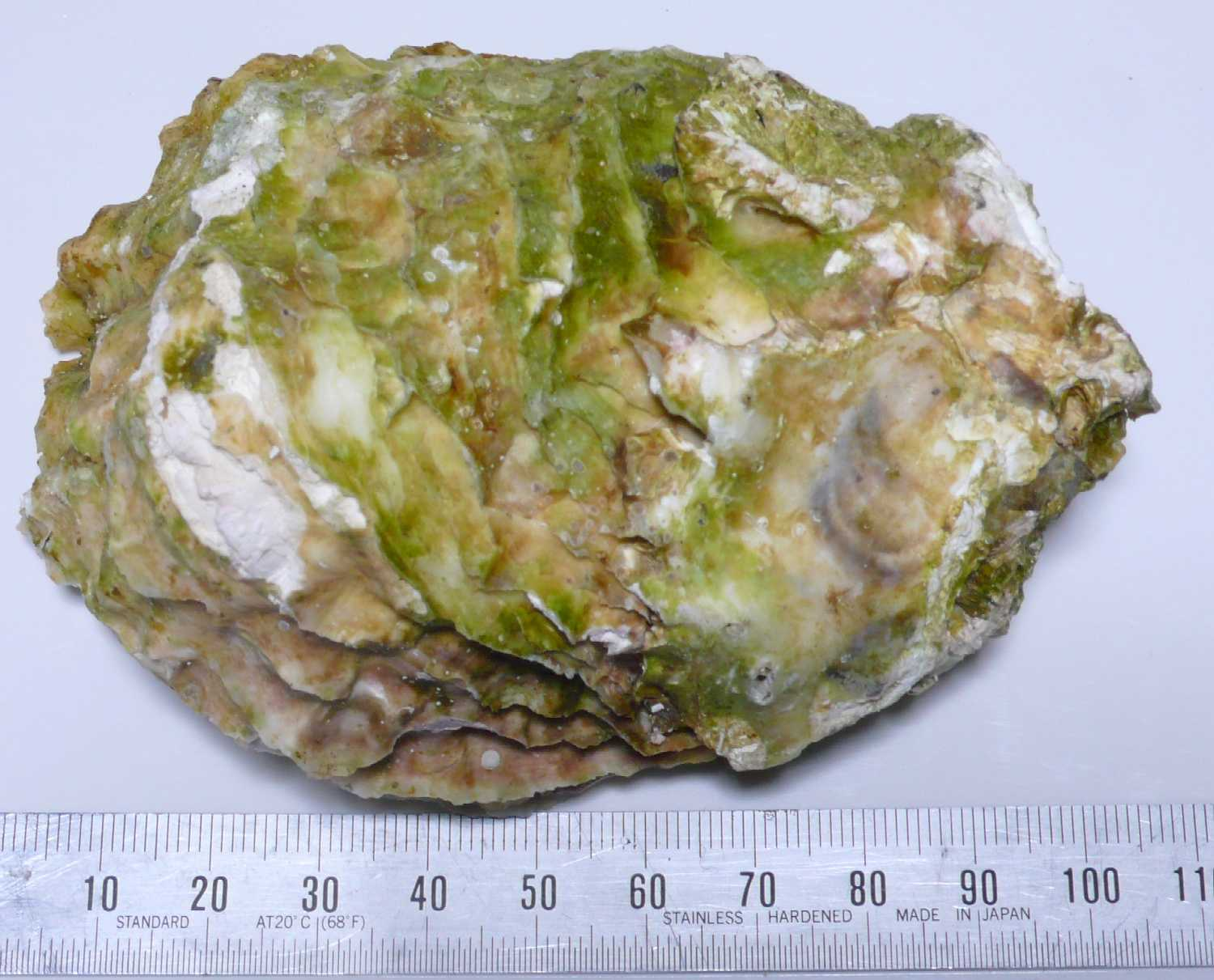
イワガキの殻の例

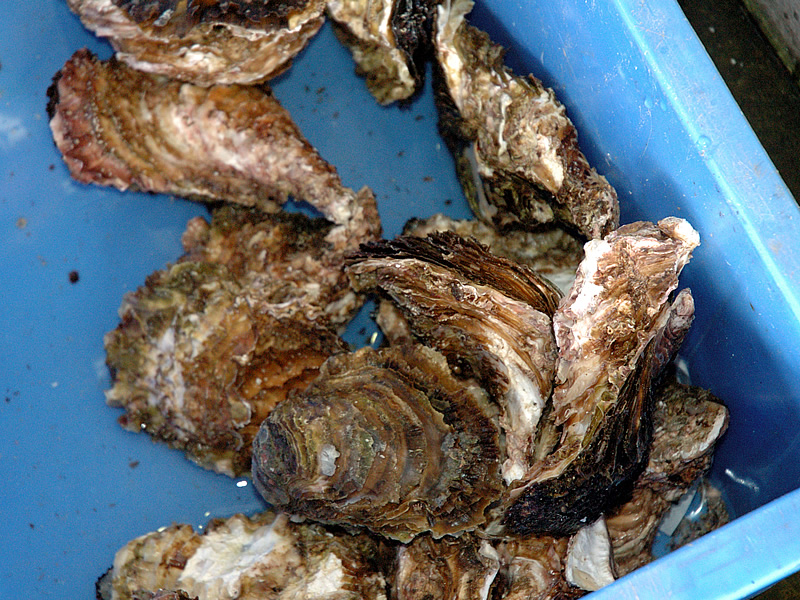
イワガキ（三重県志摩地方産の非養殖物）

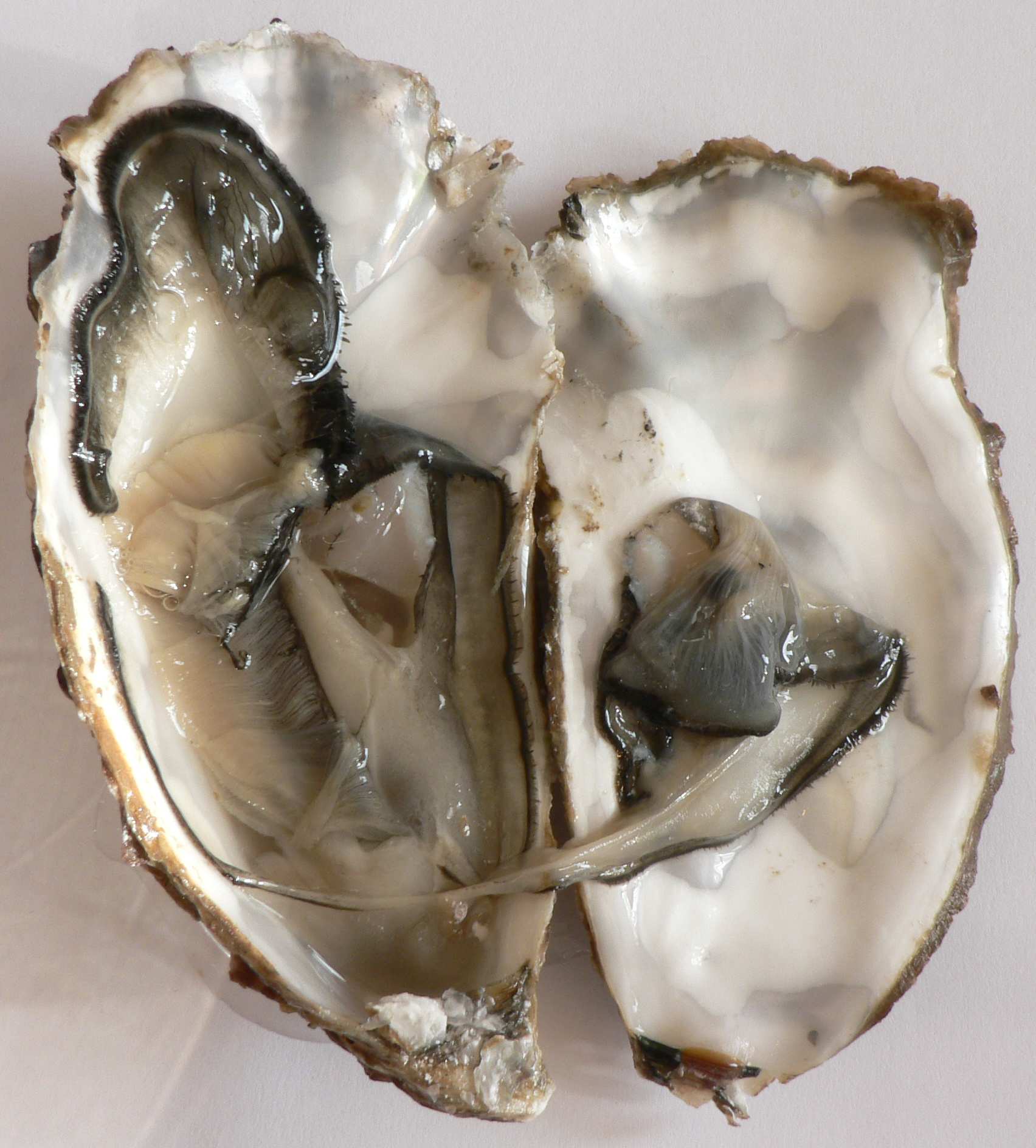
殻を開いたところ

カキ（牡蠣、牡蛎、牡蠇、蠣、蛎、蠇）は、ウグイスガイ目イタボガキ科とベッコウガキ科に属する二枚貝の総称、あるいはカキ目もしくはカキ上科に属する種の総称。海の岩から「かきおとす」ことから「カキ」と言う名がついたといわれる。古くから、世界各地の海岸地域で食用、薬品や化粧品、建材（貝殻）として利用されている。
なお英語でカキを指す「oyster」（オイスター）は日本語の「カキ」よりも広い範囲に使われ、岩などに着生する二枚貝のうち、形がやや不定形で表面が滑らかでないものは全て含まれる。日本ではカキとは呼ばないアコヤガイ類を「pearl oyster」と言うほか、ウミギク科やかなり縁遠いキクザル科の貝類も「oyster」と呼ばれることがある。

## 特徴
主に炭酸塩鉱物の方解石からなる殻を持つ。食用にされるマガキやイワガキなどの大型種がよく知られるが、食用にされない中型から小型の種も多い。どの種類も岩や他の貝の殻など硬質の基盤に着生するのが普通であるが、付着する物質は必ずしも岩である必要は無く小さな岩片や他の貝殻も利用される。 泥底にも対応する。船にとって船底に着生して抵抗となる付着生物は大敵であるが、カキもその代表的な生物である。マガキは干潮時には水面上に露出する場所に住む場合も多く、体内にグリコーゲンを多く蓄えているため、他の貝と違って水が無い所でも1週間程度は生存する。また、着生してからはほとんど動かないため、筋肉が退化して内臓がほとんどを占めている。

## 生物学特徴

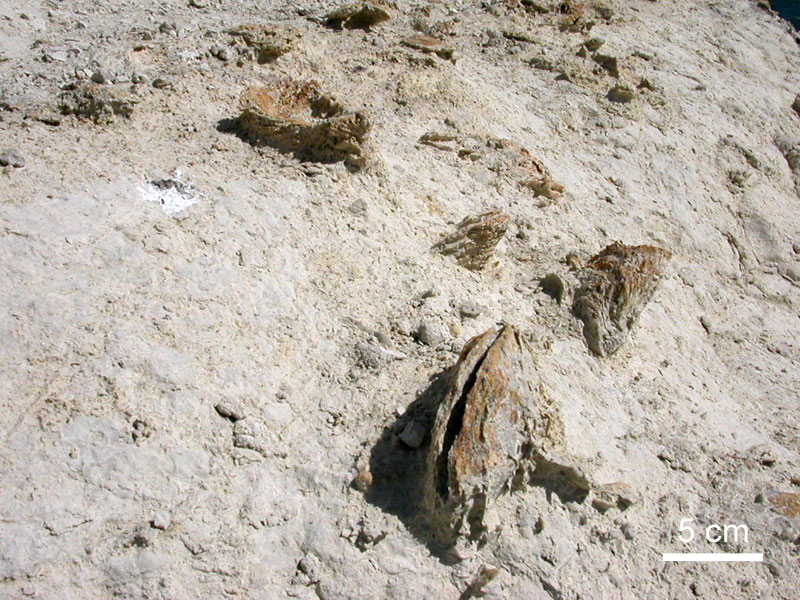
約2500万年前と推定される牡蠣の化石

約2億9500万年前から始まるペルム紀には出現し、三畳紀には生息範囲を広げた。浅い海に多く、極地を除き全世界に分布する。時に大規模に密集した漏斗状のカキ礁の化石が出土することもある。着生した基盤に従って成長するために殻の形が一定せず、波の当たり具合などの環境によっても形が変化するために外見による分類が難しく、野外では属さえも判別できないこともあって未だに分類が混乱しているため、DNA解析による分類がなされつつある。
雌雄同体の種と雌雄異体の種があり、マガキでは雌雄異体であるが生殖時期が終了すると一度中性になり、その後の栄養状態が良いとメスになり、悪いとオスになるとされている。殻から年齢を推定する信頼できる方法が無いため、年間の成長速度は不明。
産卵後に親貝のエラの中で卵 (0.05ミリメートル) がとどまる種（例えば、LophaやOstrea）とすぐに海中を漂う種 (Crassostrea) があるが、受精から1日で殻が作られる。受精卵はすぐに分割が始まり、トロコフォア幼生、ベリジャー幼生、D型幼生期、アンボ期、成熟幼生期の間の2週間から5週間程度海中を漂い、0.3ミリメートル 程度の大きさになると左殻を下にして付着（固着）する。なお、海中浮遊期の長さは種と水温によって異なる。

## 分類

### カキ上科

#### ベッコウガキ科 (Gryphaeidae)
- オオベッコウガキ属 (Pycnodonte)
  - オオベッコウガキ (Pycnodonte taniguchii)
- ベッコウガキ属 (Neopycnodonte)
  - ベッコウガキ (Neopycnodonte cohlear)
- シャコガキ属 (Hyotissa)
  - シャコガキ (Hyotissa hyotis)
  - カキツバタガキ (Hyotissa imbricata)
  - ベニガキ (Hyotissa chemnitzi)
  - ヒラガキ (Hyotissa numisma')

#### イタボガキ科 (Ostreidae)
- イタボガキ属 (Ostrea)
  - イタボガキ (Ostrea denselamellosa)
  - コケゴロモガキ (Ostrea circumpicta)
  - ヨーロッパヒラガキ (Ostrea edulis) European flat oyster
- トサカガキ属 (Lopha)
  - トサカガキ (Lopha cristagalli)
- マガキ属(Crassostrea)
  - マガキ (Crassostrea gigas) Japanese oyster / Pacific oyster / Rock oyster
  - シカメガキ (Crassostrea sikamea)
  - スミノエガキ (Crassostrea ariakensis)
  - イワガキ (Crassostrea nippona)
  - ポルトガルガキ (Crassostrea angulata)
  - バージニアガキ (Crassostrea virginica)
- オハグロガキ属(Saccostrea)
  - オハグロガキ (Saccostrea mordax)
  - ケガキ (Saccostrea kegaki)
  - ニセマガキ (Saccostrea echinata)

## 養殖

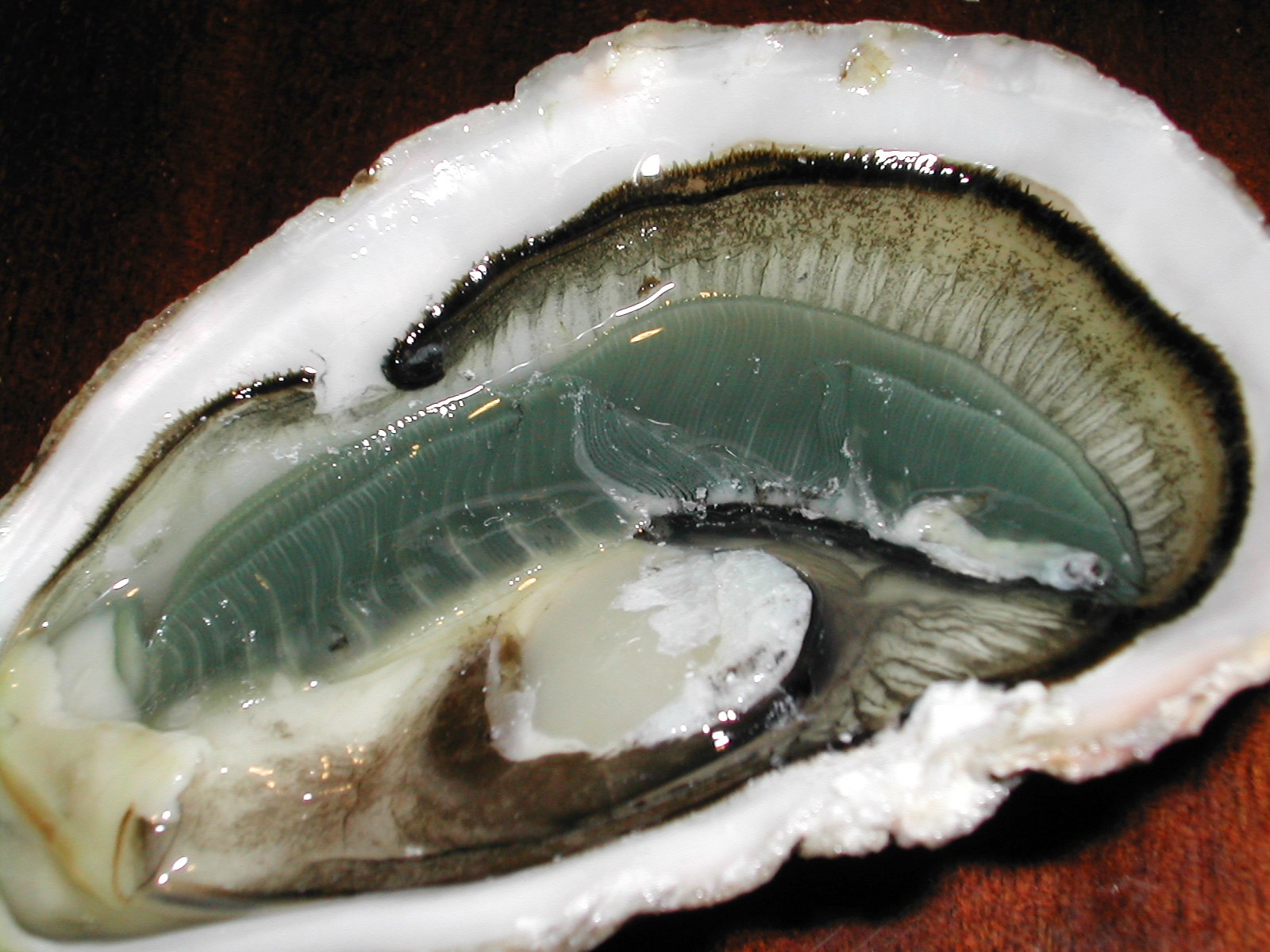
フランス産の緑牡蠣（マガキ）

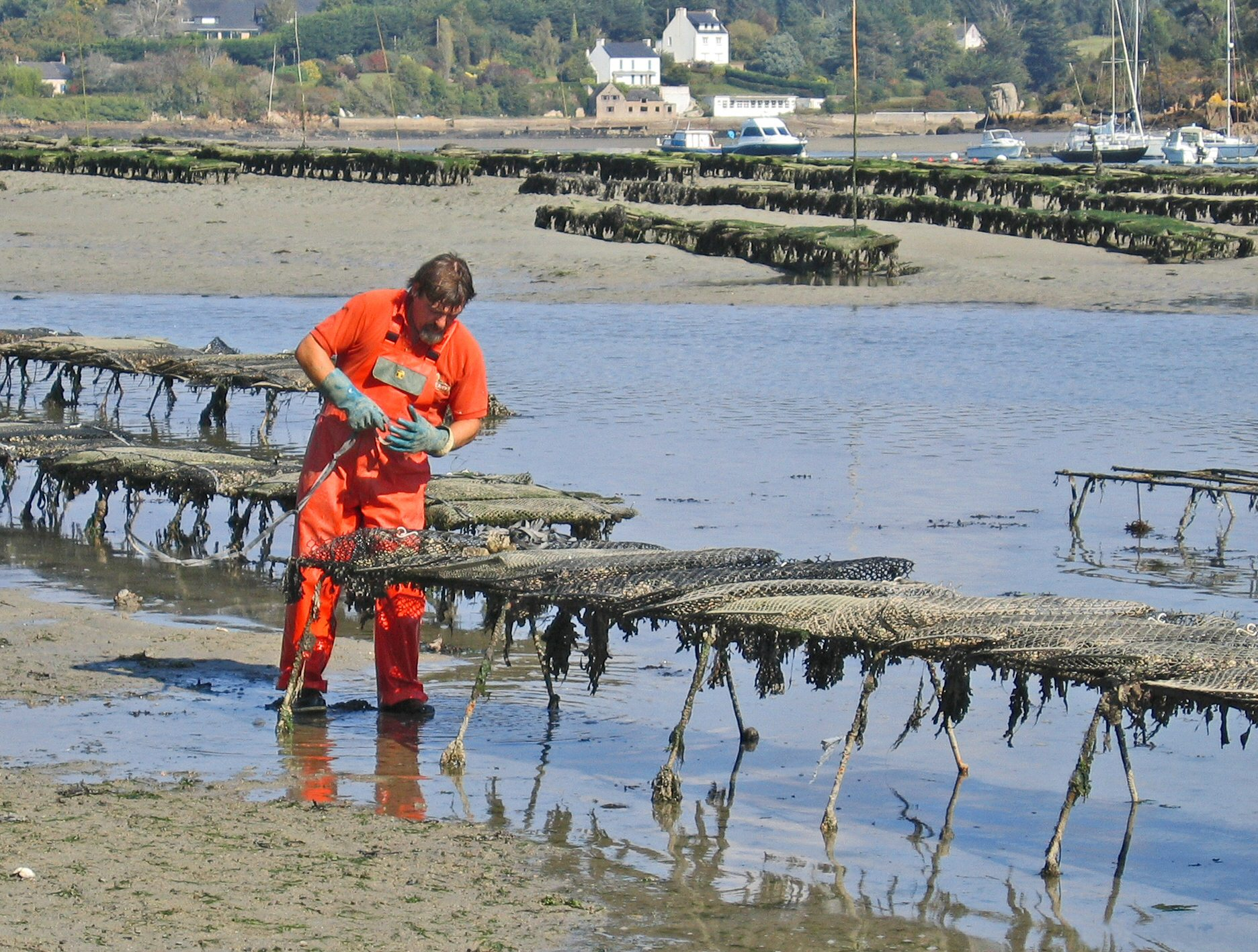
フランスのベロンでの養殖

カキの中でもマガキ属（Crassosrea）は世界的に食用目的での養殖が最も多い二枚貝である。主な養殖方法は海中にぶら下げる方法（筏垂下）とある程度育った貝を海底に撒く方法（地蒔き）があり、ヨーロッパにおける古代ローマ時代は地蒔きによる方法で行われたが、現在の日本では海中にぶら下げる方法が主流となっている。
現在の養殖の方法は、カキの幼生が浮遊し始める夏の初めにホタテガイなどの貝殻を吊り下げた採苗を行うための採苗連を海中に吊るし、幼生を採苗連の貝殻に付着させ、後は餌が豊富な場所に放っておくだけというものである。欧米では種ガキを原盤（フランス語ではクペール）という網状の円盤で採取するが、ある程度大きくなるとそれから外して網籠に入れて干満の差が大きい場所の棚に置くか干潟にばら撒いて育成する。この方式はホタテガイで種ガキを海中につけっぱなしにしておく日本の方式よりも身が大きくなりやすい。
天然イワガキでは岩盤やコンクリート製消波ブロックなどの人工構造物に付着した貝を漁獲することもあるが、貝の産卵最盛期を過ぎた後に海中の岩盤やブロックの表面を清掃することで稚貝の付着を増加させ漁獲量を増加させる方法も行われる。
カキの餌となる植物プランクトンを増やすため、栄養塩が湾に流れ込む川の上流の植林なども行われている。

### 養殖法
石蒔式
干潟に石を並べ、自然に付着した貝を育てる方法。生産性は高くないが容易に出来る。
垂下方式

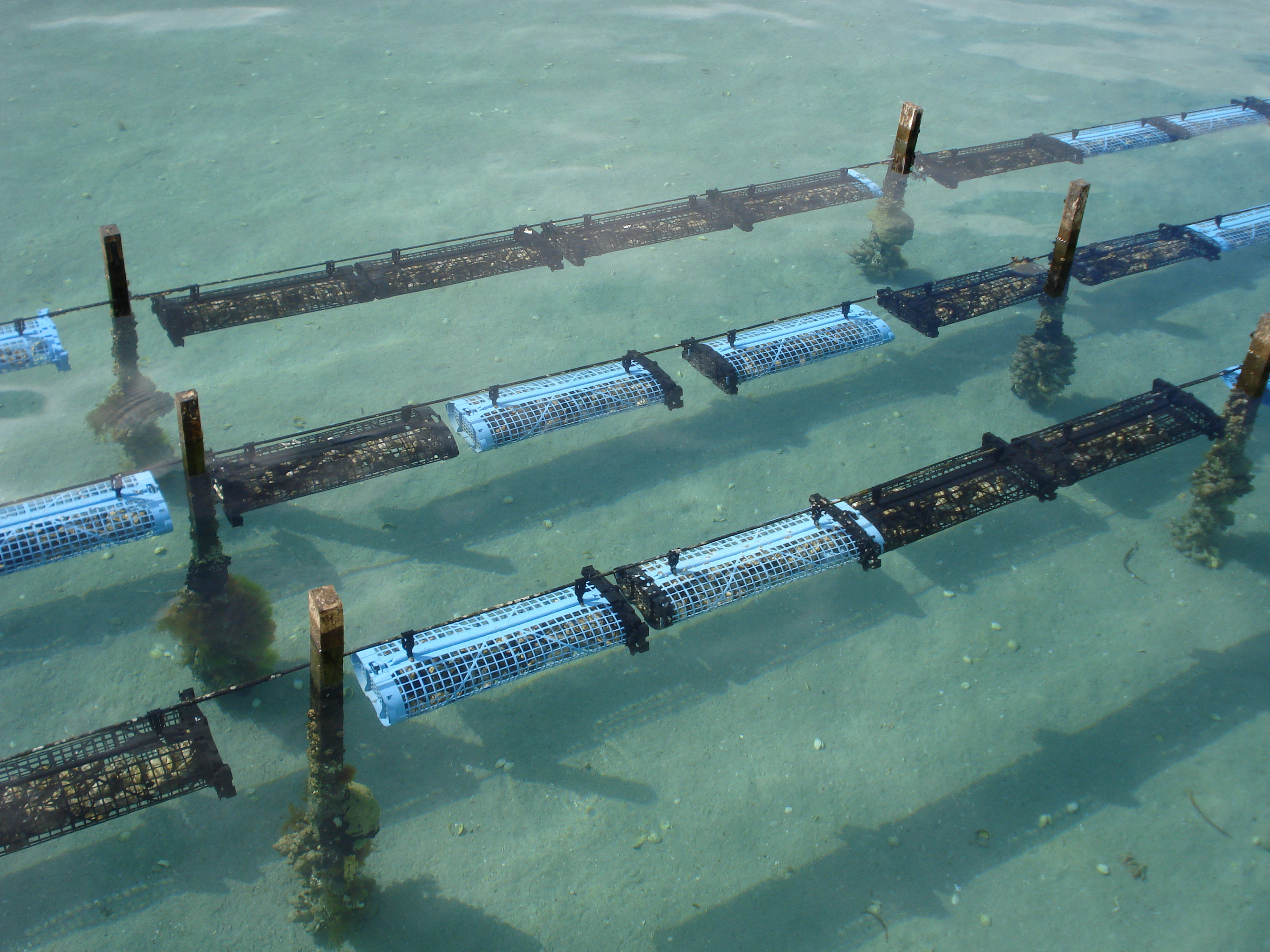
杭に取り付けられたカゴにカキが入れられている

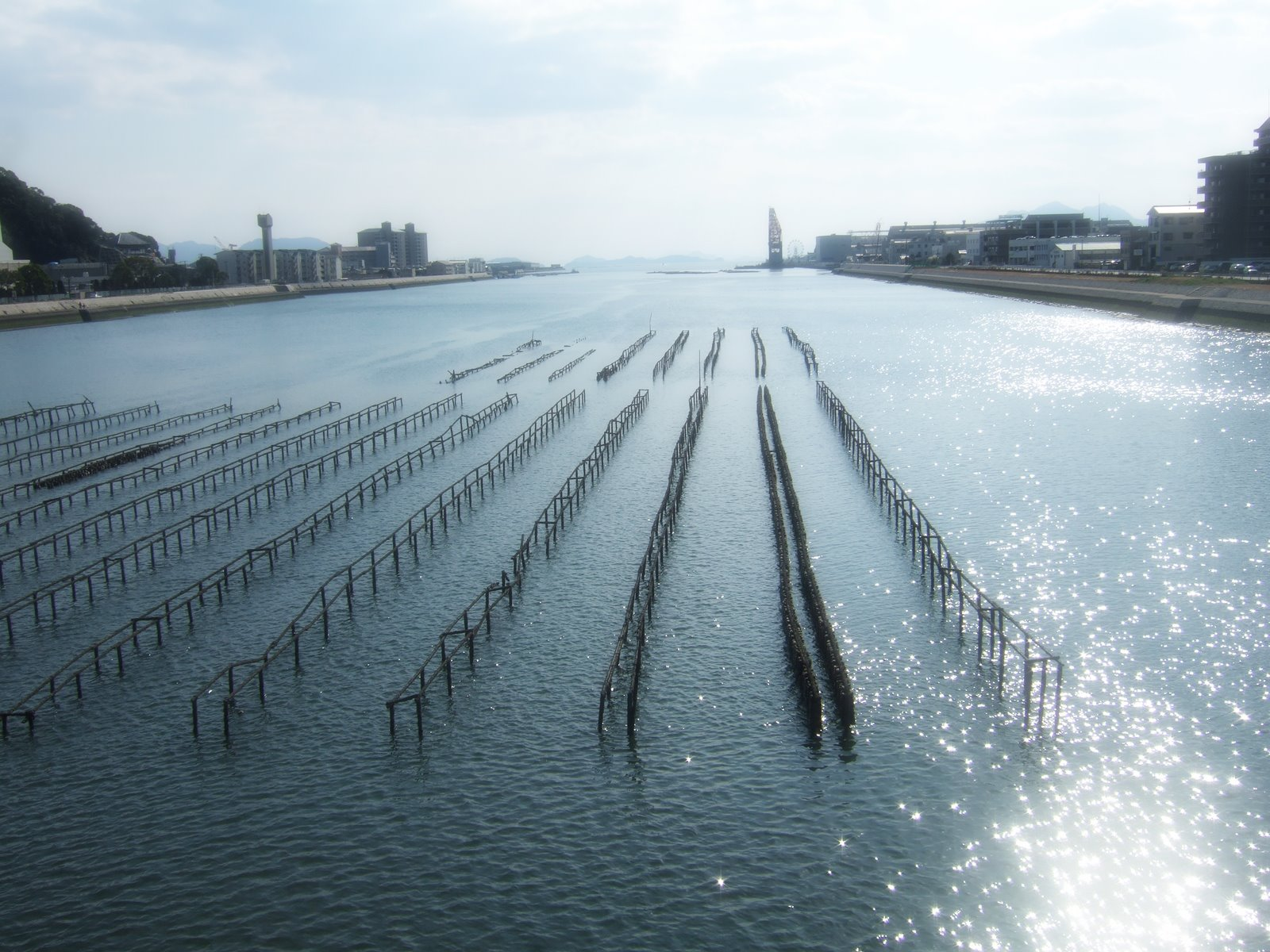
広島市の天満川河口に設置された杭

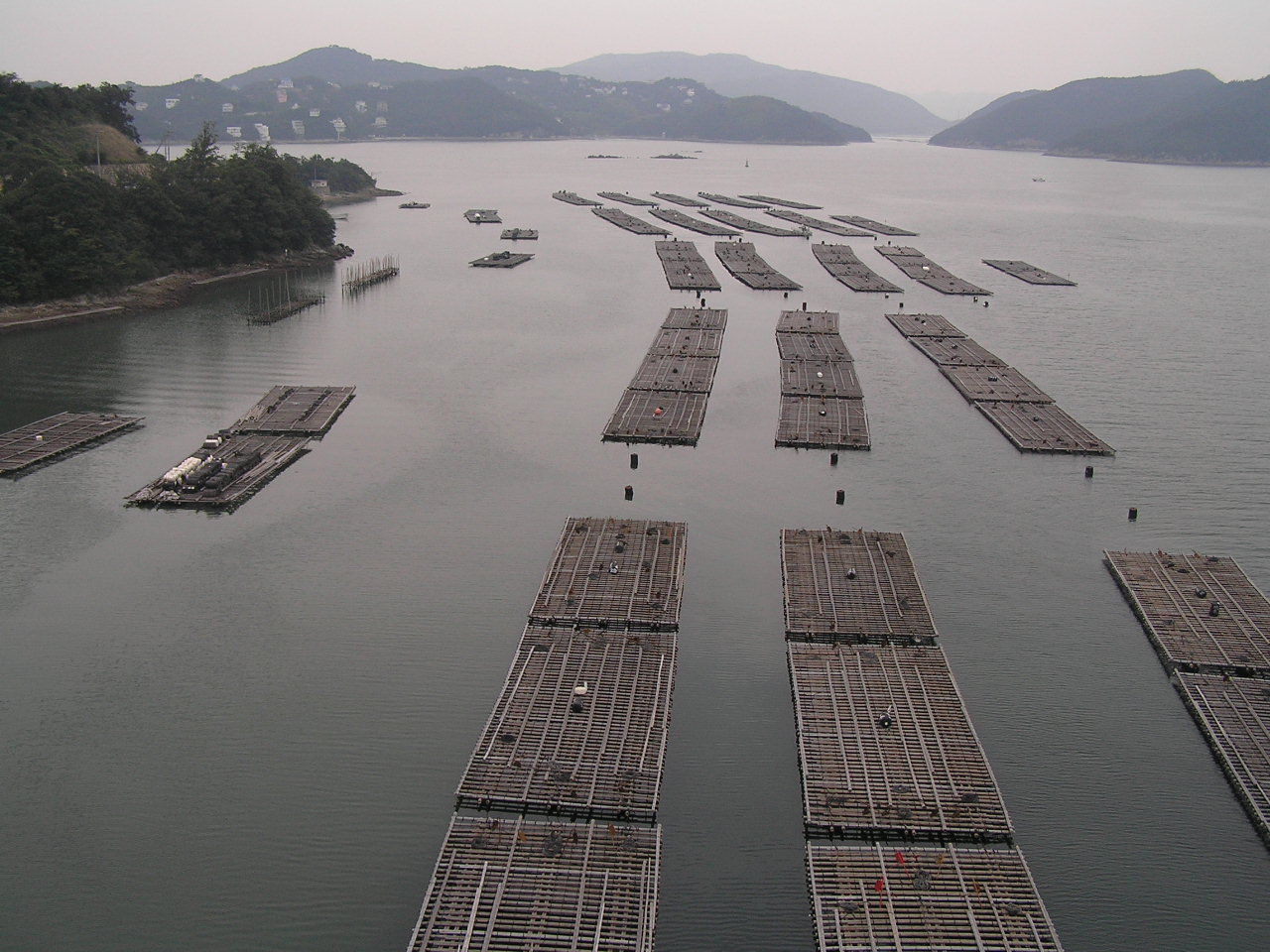
瀬戸内海でよく見られるカキ養殖筏（頭島）

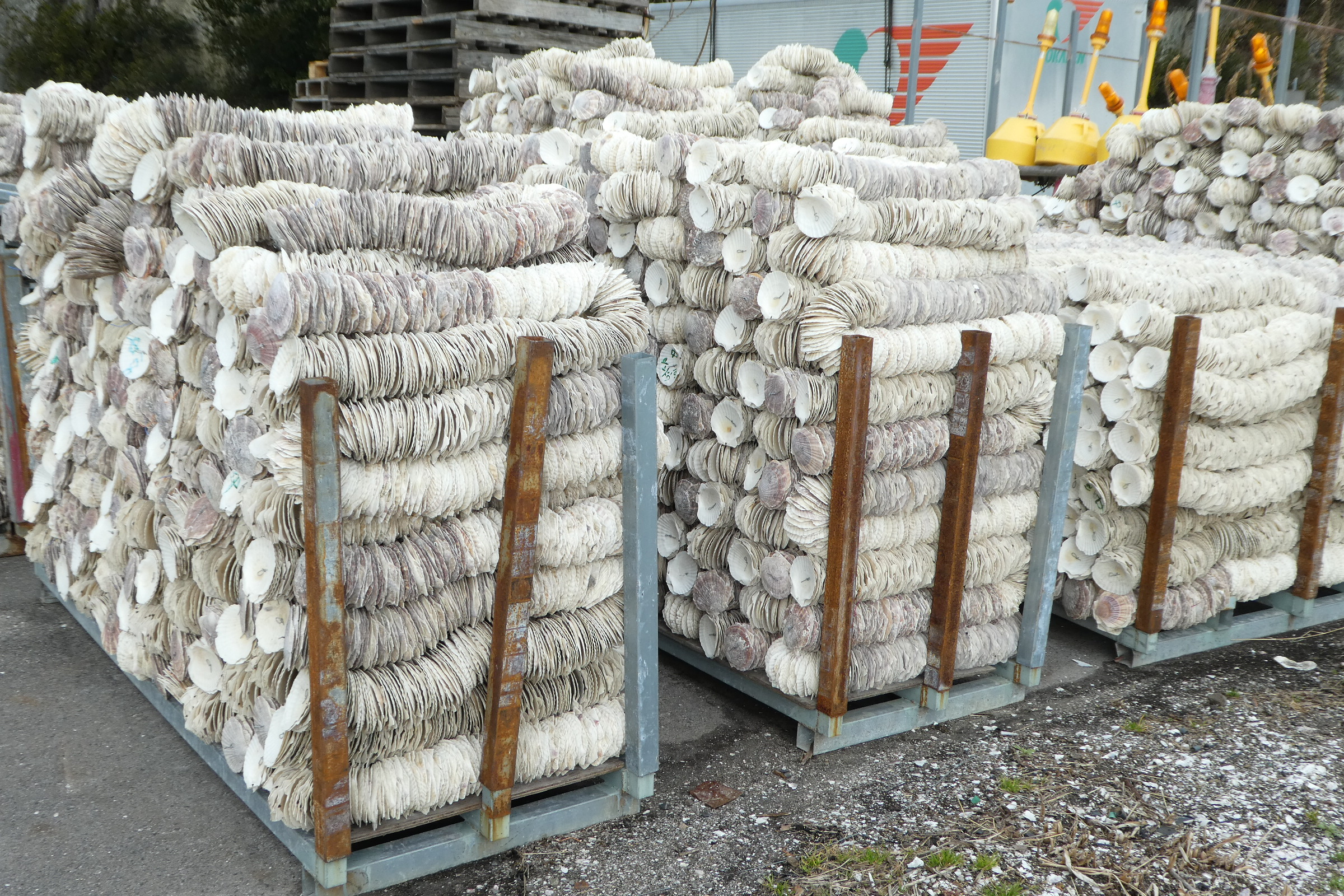
筏方式の養殖で使われるホタテの貝殻

1. 日本で最も多く行われている筏方式は、1926年から広島県で養殖試験が始まり、ひび（後述）を使用した養殖法と比べ2倍以上の生育を見せたこと[14]から、1950年代以降急速に普及拡大した技法である。ロープや針金に等間隔で付着基材となるホタテガイの貝殻を固定し、貝殻に付着したカキを潮通しの良い海域に設置した筏に吊す方法。季節毎に筏の設置場所を移動し、湾内の広い水域を養殖場として利用できる。このため効率が良く成長が早く、1年で出荷可能な大きさにまで育ち、大量生産が可能になった。しかし、筏垂下では成長に伴うロスのほか台風や時化により付着基材からカキが脱落したり、波浪のため筏が損傷したりする事がある。一方、延縄（はえなわ）方式の養殖法を用いると脱落を減少させる事が可能であると報告されている[15]。
2. 篭方式は主に「殻付きカキ」として流通させるカキを養殖する方法として行われる。ある程度の大きさに育った稚貝を網や篭に入れ、筏から吊す方法[16]。貝の成長に伴い脱落するロスを減少させられるが、網内の貝密度が高いと成長が悪くなる。この方法による生産品のいくつかは「一粒かき」として地域ブランド化され流通している[17]。
3. 杭打式の方式は、干潟に立てた竹杭に設置した横置きの竿や棚からロープや針金を吊す技法で、1930年代から1950年代まで行われ、筏方式の普及に伴い衰退した。

地蒔
干潟の泥砂底にある程度の大きさに育った稚貝を蒔いて育てる方法。古代ローマ時代から行われていたとされ、日本では1950年代後半まで有明海沿岸などで行われたが、ノリ養殖が盛んになり衰退した。
ひび建養殖法
広葉樹雑木の枝や竹を干潟に差し養殖する方法。江戸時代から1940年代まで行われた。広島県における、ひび建養殖から筏方式への移行は軍艦の船体に付くカキがヒントになった。呉海軍工廠で船底塗料を研究していた青年から「停泊中より航海中、それも水面すれすれの所で大きく育つ」という話を聞き、竹ひびを筏に組んで船で引き回し、潮流の早い海域に浮かべるなどの試みが始まりである。
浮体養殖法
海底に鋼製の魚礁を設置し、魚礁と、浮体となるブイの間をロープでつなぎ、ロープの数カ所に、種となる稚貝の付いた基材を取り付ける方法。ブイと海面間の距離を4〜5m とすることで「養殖場の上を船舶が航行できる」「ムラサキイガイなどの付着が垂下方式と比べ少ない」「海面下にあるため波浪の影響を受けにくく、波の強い外海に面した水域が使用できる」「魚礁としての集魚効果が高い」などの利点があると報告されている。
陸上養殖
食中毒（後述）の原因となる寄生虫や病原微生物が少ない地下水や海洋深層水を使う陸上養殖も、日本では行われている。JR西日本は大崎上島（広島県）で育てた陸上養殖カキを「オイスターぼんぼん」の商品名で出荷している。

## 主な食用種

### マガキ属Crassostrea
多くの種は東アジアに生息し、ヨーロッパと北アメリカ大陸に生息するのは1種である。なお、ヨーロッパに生息するマガキ属は、16世紀貿易船による人為移入と考えられている。
マガキ（真牡蠣、真牡蛎） Crassostrea gigas (Thunberg, 1793)
最も一般的な種で、潮線上にも生息し比較的大きな礁を形成する。日本でカキといえば本種。本来は冬が旬であるが、大型で夏でも生殖巣が発達しない「3倍体牡蠣」も開発され、市場に出ている。北海道、岩手県、宮城県、兵庫県、岡山県、広島県産が有名。
イワガキ（岩牡蠣、岩牡蛎） Crassostrea nippona (Seki, 1934)
北海道南部から九州までの日本各地に分布する。潮線下から水深20mまでに生息し大きな礁を作らない。マガキと対照的に夏が旬であり、「夏ガキ」とも言われる。殻の色が茶色っぽく、マガキに比べて大きいものが流通する。天然物と養殖物の両方がある。
スミノエガキ（住之江牡蠣、住之江牡蛎） Crassostrea ariakesis (Fujita, 1913)
有明海沿岸に生息し食用にされるが、他所へはほとんど出回らない。マガキにごく近縁な種で、殻の表面はやや滑らか。産卵は、6-7月。
シカメガキ Crassostrea sikamea (Amemiya,1928)
八代海や有明海、福井県久々子湖に分布するカキ。
八代海周辺で食用にされたが、1946年頃に熊本県八代市鏡町からアメリカ合衆国に種ガキが輸出され、現地で養殖が進むと八代海では生産されなくなった。輸出されたシカメガキは現在もアメリカ合衆国西海岸ワシントン州沿岸を中心に「クマモト」の名で養殖されている。小振りながらクリーミーで濃い味が特徴。

### イタボガキ属Ostrea
イタボガキ（板甫牡蠣、板甫牡蛎） Ostrea denselamellosa (Lischke, 1869)
かつては多く食用にされ、能登半島や淡路島周辺が有名な産地であったが、現在は瀬戸内海地方で僅かに市場に出回る程度で、絶滅危惧種状態。食用のみならず貝殻が最上質の胡粉の原料となる点でも重要であり、本種の復活と養殖技術開発の努力がなされている。
ヨーロッパヒラガキ Ostrea edulis (Linnaeus, 1758)
ヨーロッパ原産で、イタボガキに似た外観で輪郭が丸く平たい貝。別名：ヨーロッパガキ。市場ではフランス牡蠣、ブロン、フラットなどとも呼ばれる。日本では宮城県気仙沼市の舞根（もうね）などで僅かに養殖され、高級食材としてフランス料理店などに卸される。
かつてのヨーロッパ、特にフランスでカキと言えば本種のことであったが、1970年代以降、寄生虫などにより激減。需要を賄うために日本産のマガキを輸入して養殖するようになった。それ以来フランスなどで流通するカキの相当部分は日本由来のマガキであるという。
2011年、東日本大震災の津波により宮城県のカキ養殖施設が壊滅状態に陥った時には、フランスのカキ養殖業者達がかつて日本に助けてもらった恩返しとして、養殖施設の復旧を支援した。

## 利用

### 食材
食用としての歴史は非常に長く、世界中で食され、人類が親しんできた貝の一つである。グリコーゲンのほか、必須アミノ酸全てを含む。タンパク質やカルシウム、亜鉛などのミネラル類をはじめ、様々な栄養素が多量に含まれるため、「海のミルク」と呼ばれる。カキフライのような揚げものや、鍋物の具にして食べたり、新鮮なものは網焼きや生で食す。
実際の栄養価は、生育環境、生育海域、品種などで異なるため記載されている値は代表値である。

### カキの食べられない月

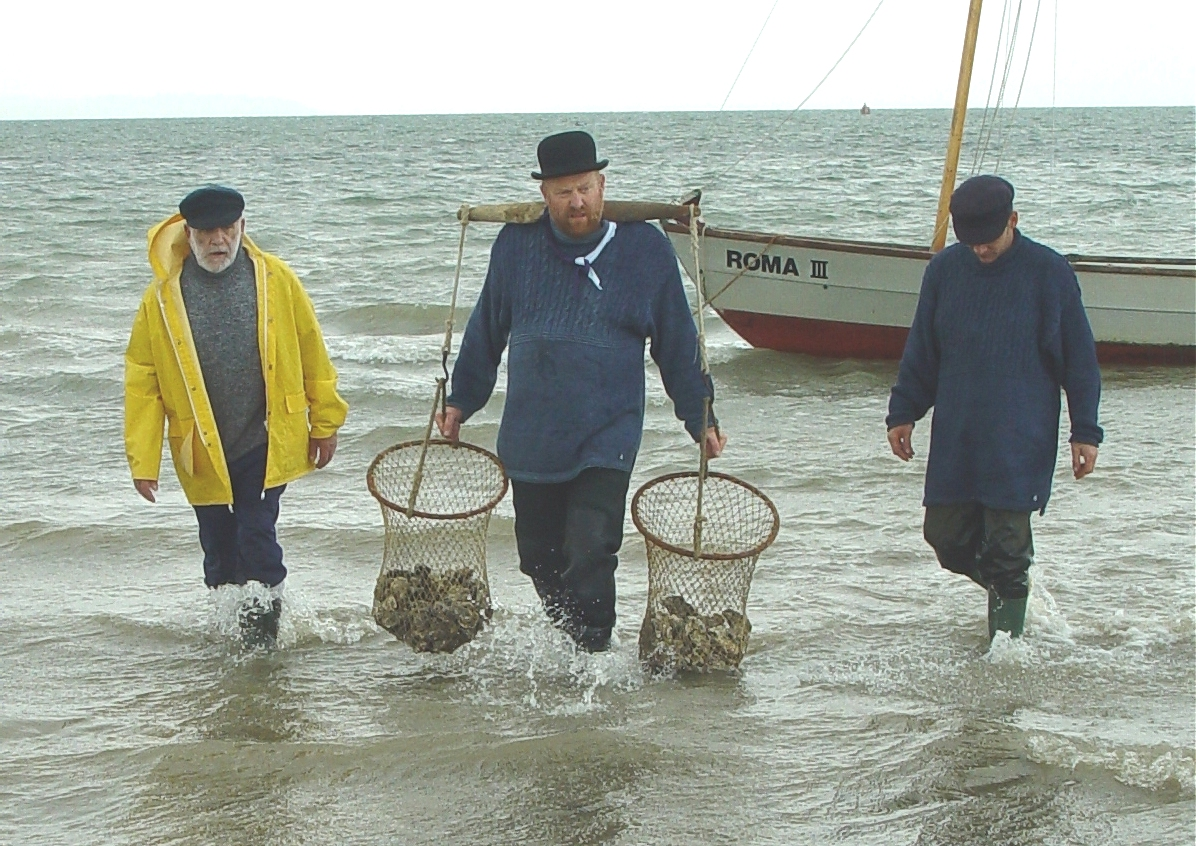
the Whitstable Oyster Festival 2007 の初日のカキの水揚げ

産卵期にはカキは精巣と卵巣が非常に増大し、食用とはならない。一般にカキとして認識されているマガキの場合は、グリコーゲン含量が増える秋から冬にかけてが旬とされており、英名に「R」のつかない月、すなわちMay（5月）, June（6月）, July（7月）, August（8月）は産卵期であり食用には適さないとされている。ただし、春から夏に旬を迎えるイワガキと呼ばれる種類のカキもあり、それぞれ養殖も盛んであることからマガキに限らないならば通年食べることができる。また、産地によっては、水温などの条件により旬が変わることもある。本来は冬が旬であるが、大型で夏でも生殖巣が発達しない「3倍体牡蠣」も開発され、市場に出ている。イギリスで開催されるカキのお祭り（Whitstable Oyster Festival）に使われるカキもイギリスで養殖された日本のマガキで、開催されるのも夏である。カキの養殖により通年カキが手に入るため、「R」のつかない月はカキを食べないという習慣は英語圏で消えつつある。

### 料理

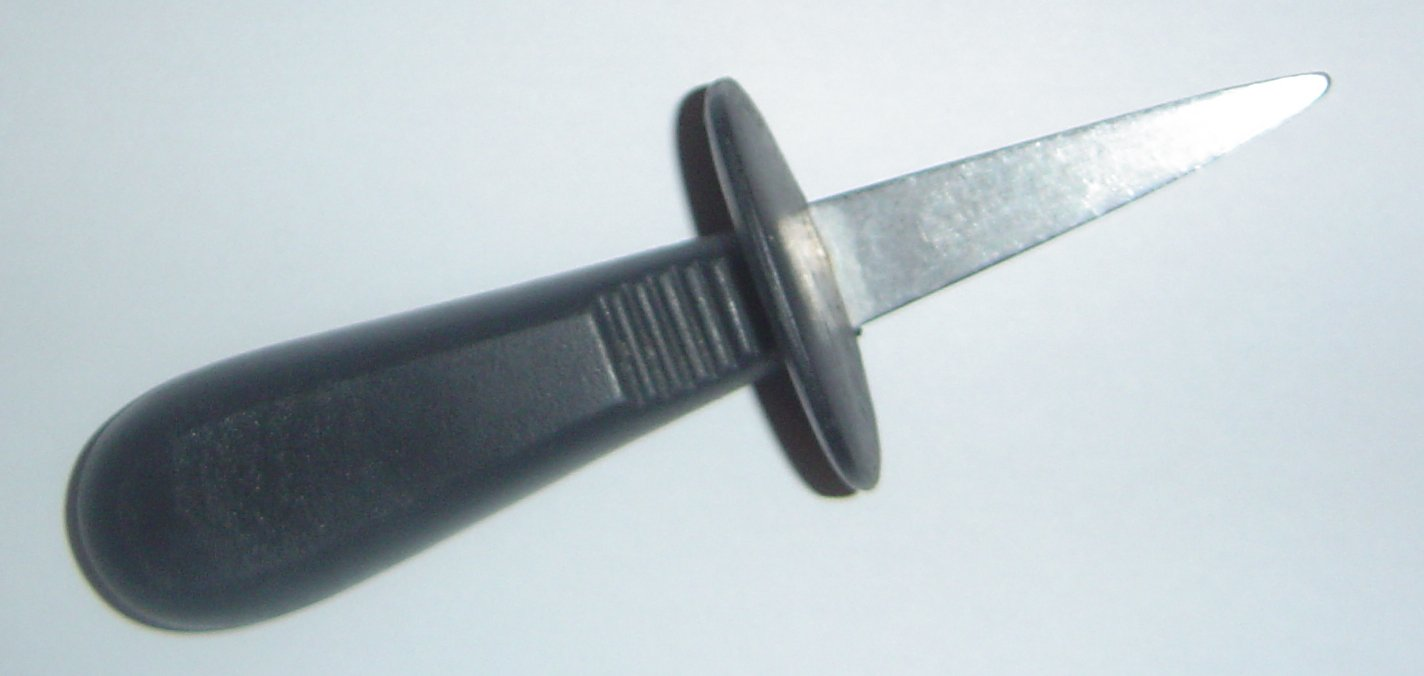
剥き身に加工するための殻を開ける道具

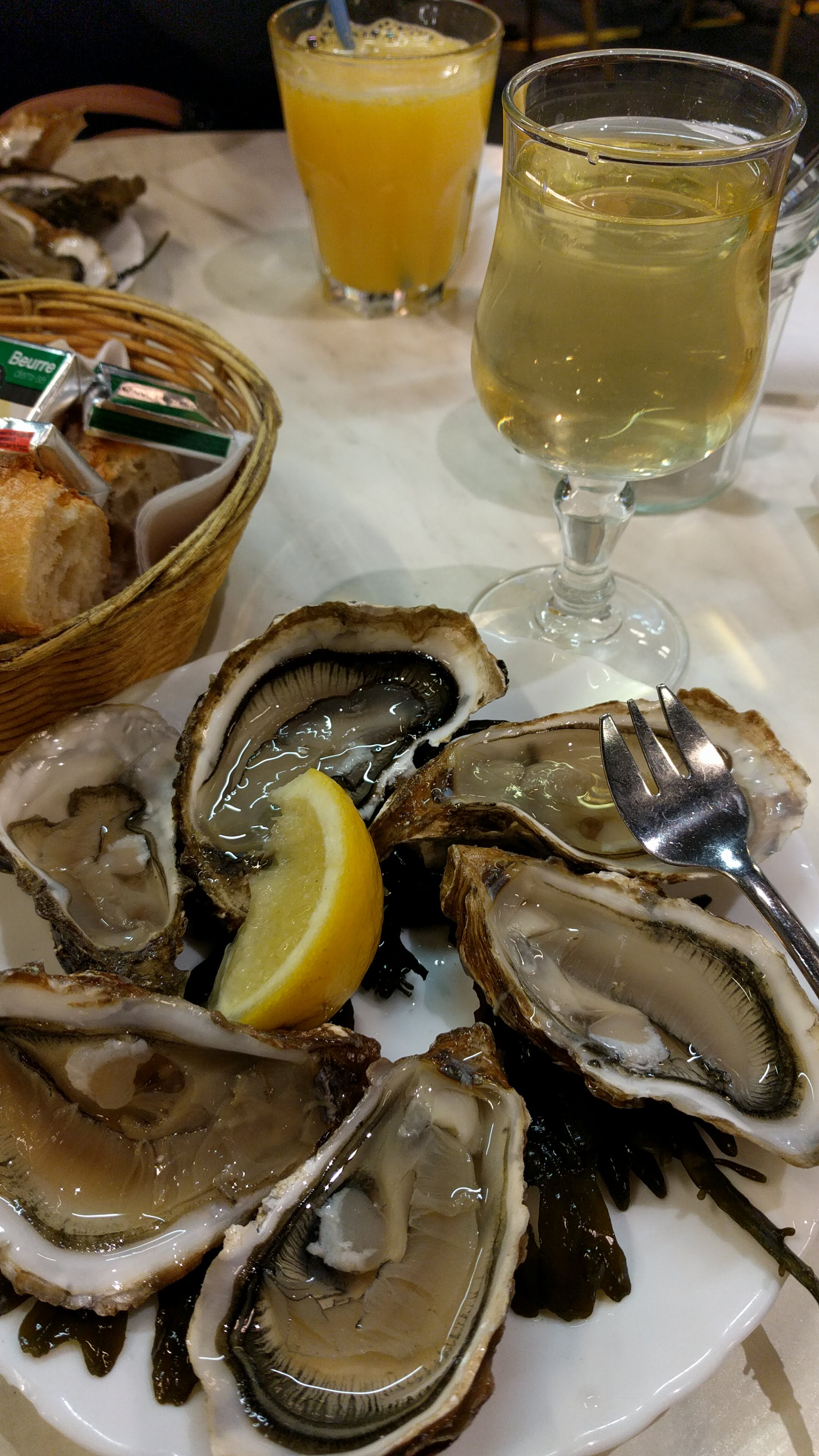
フランスボルドーにおける生ガキの提供。日本のようにぷっくりしたミルキーなものではない。シャブリやグラーブなどの辛口白ワインと味わうのが一般的とされている。

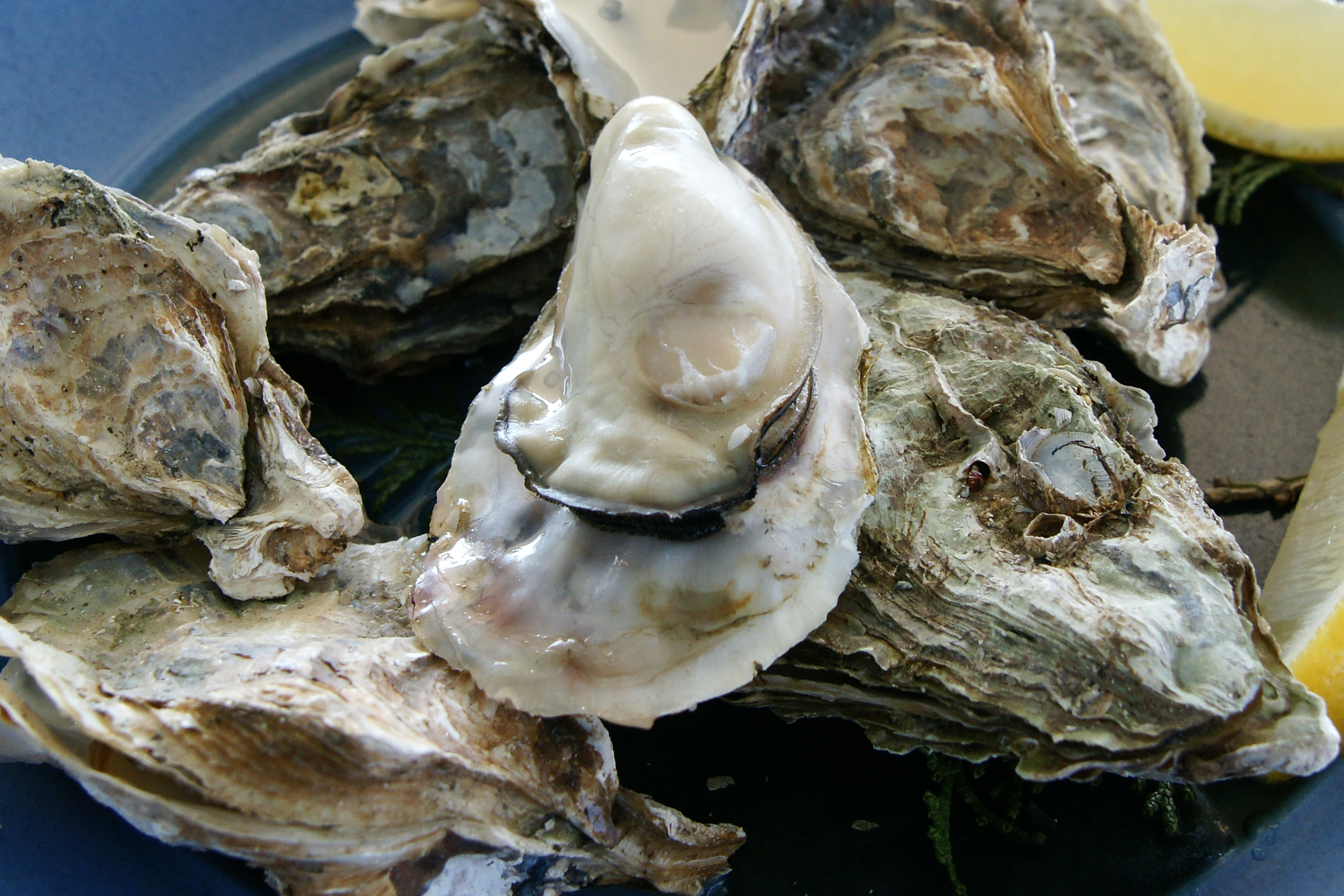
イワガキの焼きガキ

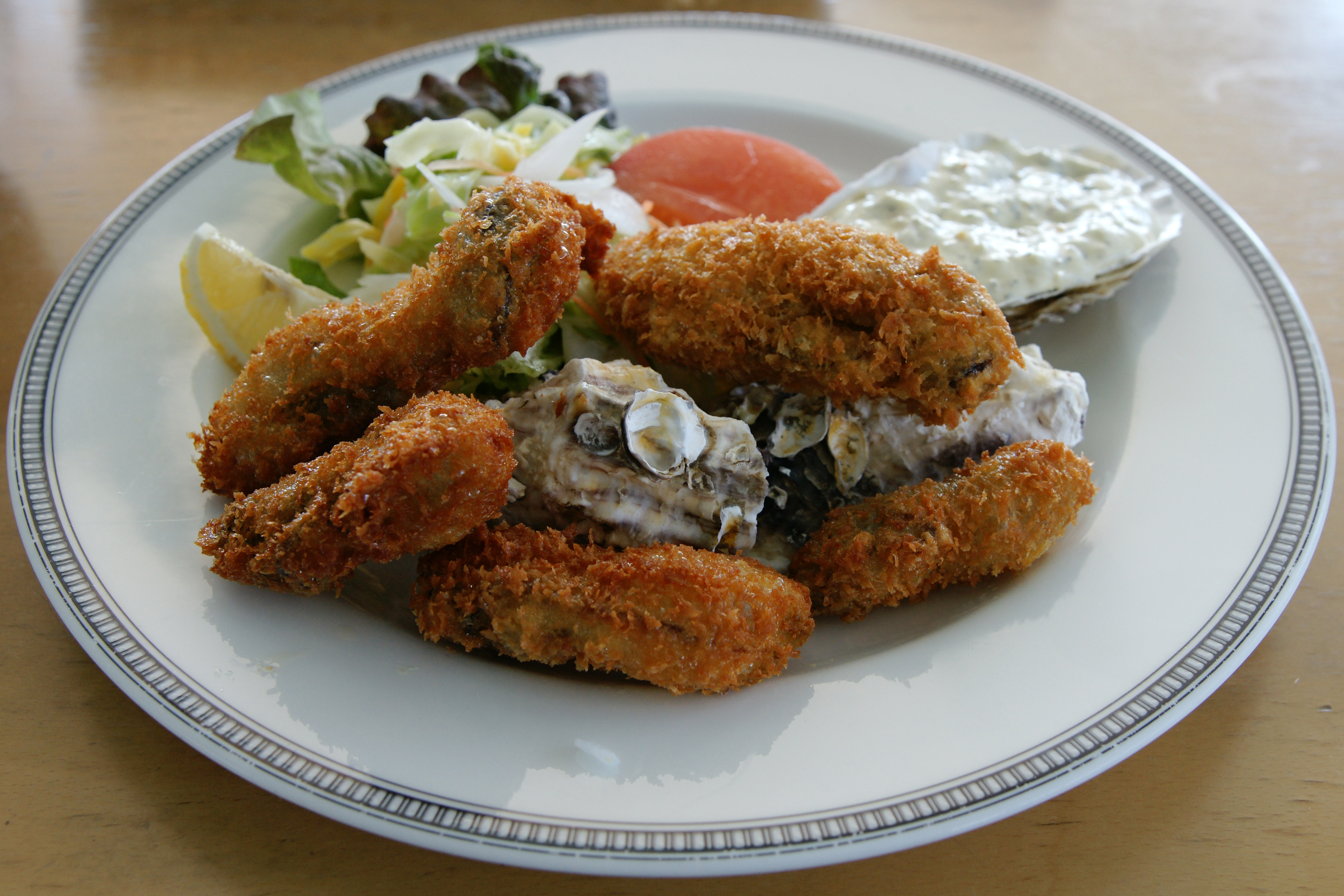
カキフライ

カキの殻の表面は剃刀の刃のように薄いものが重なっており、生食の際には軍手などの手袋を用いないと手のひらに無数の傷がつく。網焼きや生食では身だけでなく汁もともに吸う。多くの人はカキの身にのみ栄養があると考えているが、身が浸されている殻の中の海水を含む汁にも多くの栄養素が含まれていることが知られている。カキの独特の風味は貝類の内臓の味であるということを日本テレビの科学番組『所さんの目がテン!』で検証しており、ここではハマグリの内臓を寄せ集めて作ったカキフライもどきが本物と区別が付かないことを、20人中18人が騙されたという結果で示した。
冷めたカキの調理品を電子レンジで温める際は、温めている途中で破裂するおそれがあるため、あらかじめラップでくるんだり、カキに切れ込みを入れたりした方が良い。

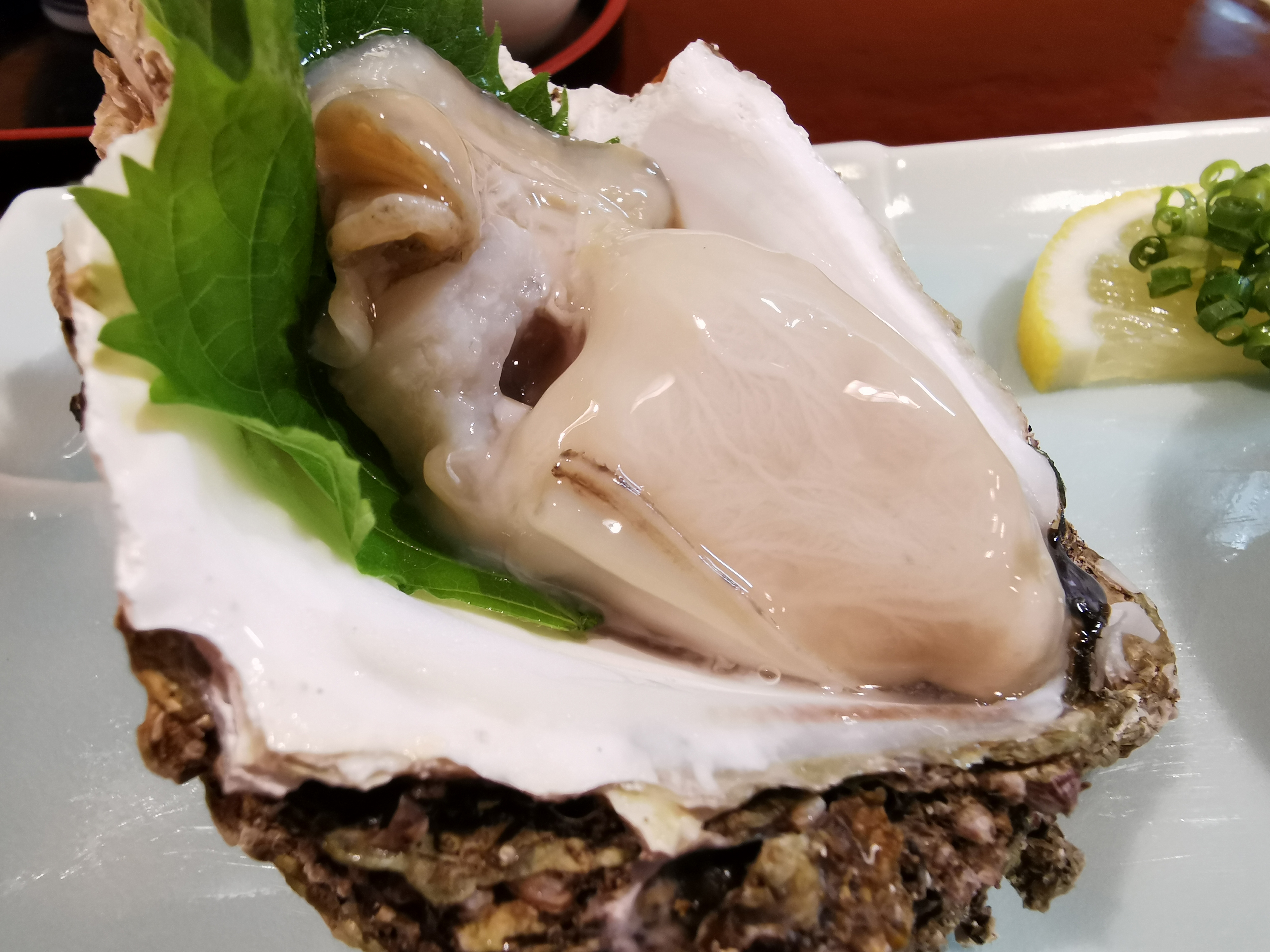
生食用として提供されたイワガキ

生食
生ガキ（生牡蠣、なまがき）とも呼ぶ。
一般的に魚介の生食を嫌う欧米食文化圏において、カキは例外的に生食文化が発達した食材であり、古代ローマ時代から珍重され、養殖も行われていた。生ガキはフランス料理におけるオードブルとなっている。ナポレオン、バルザック、ビスマルクなどがカキの愛好家であったことが知られている。また、北アメリカのフランス系カナダ人やケイジャンの食文化でも生食される。ニューオーリンズなどのケイジャン文化圏の観光地では生ガキが名物料理の一つであり、生ガキをメニューの中心に据える「オイスターバー」と呼ばれるレストランもそれらの土地では珍しくない。
日本では縄文時代頃から食用されていたとされ、多くの貝塚から殻が発見されており、ハマグリに次いで多く食べられていたと考えられている。室町時代頃には養殖も行われるようになったという。大坂では明治時代まで広島からのかき船が土佐堀、堂島、道頓堀などで船上での行商に訪れ、晩秋の風物詩となっていた。
かつては広島や東北地方などの産地から消費地まで輸送するのに時間がかかったため、日本ではカキの生食は産地以外では一般化せず、もっぱら酢締めや加熱調理で食された。日本人では武田信玄や頼山陽などがカキの愛好家であったことが知られている。

日本人がカキを生で食べるようになったのは、欧米の食文化が流入した明治時代以降であり、生食文化が欧米から輸入された珍しい食材である。
カキの殻を合わせ目からナイフ状のヘラを差し込み、貝柱を切断してこじ開け、身をつまみ出して食べる。レモン汁、食酢、タバスコ等を使った酸味のある調味ダレを添えることもある。
焼きガキ

殻のままのカキを網の上で焼き、殻が開いたら食べる。焼く際、平らな面をまず焼くことで、貝の汁を残しつつうまく開けることができる。
カキフライ

カツレツの手法によって、生のカキに小麦粉をまぶし、溶き卵をくぐらせてからパン粉をつけて、油で揚げる。
カキの天ぷら
中国広東省などでは、厚めの衣をつけた天ぷらが好まれている。
牡蠣の土手鍋
土鍋の内側の周囲全体に味噌を厚く塗った中に、カキ、ネギやその他の具材を入れて加熱し、味噌が溶け出したら食べる。広島県の郷土料理。
かきめし
カキの煮汁で米飯を炊き、炊き上がったところでカキを混ぜ数分ほど蒸らして作る。厚岸駅（北海道厚岸町）や広島駅では駅弁にもなっている。
カキ鍋
季節の具材とともに煮る鍋料理の一つ。土手鍋とは異なる。
カキカレー
カレーライスの具にカキを使ったもので、広島などで供されたり、レトルト食品として売られたりしている。
牡蠣シチュー
カキを使ったシチューで、アメリカ合衆国やガンビアで食される。
お好み焼き
広島風お好み焼きの具材としてポピュラーである。また、お好み焼きの具にカキを使ったものでは岡山県備前市日生地区のカキオコが有名。
カキの燻製
缶詰や真空パックで流通している。
カキ入り卵焼き（蚵仔煎、オーアチエン）
台湾や中国福建省、広東省の一部で一般的な料理で、お好み焼きのように平たく焼いてから、甘い味のタレをかけて食べる。タイでは（オースワン、ออส่วน）と呼ばれスイートチリソースをつけて食べる。
カキ粥（台湾語：蚵仔粥、オーアティオッ）
台湾、広東省（特に汕頭市）、香港などで好まれる料理の一つ。カキのむき身を米の粥に入れ、揚げたネギ、広東セロリ、コリアンダーなどを添えたもの。
カキスープ（台湾語：蚵仔湯、オーアトゥン）
台湾などではショウガの味を利かせたカキのすまし汁にも人気がある。
蚵仔麺線（オーアミースァ）
台湾の麺料理の一種で、カキをのせた麺線（素麵状の麺類）料理。
オイスター・カークパトリック（Oysters Kirkpatrick）
チーズなどを使ったイギリス料理。

### 調味料
カキ醤油
広島県や北海道厚岸町で水揚げされるカキの出汁を調合した醤油が製造される。
カキ油
カキ油（オイスターソース）は中華料理の重要な調味料。中国マカオのものが著名。
干しガキ
干しガキ（蠔豉、蚝豉、ハオチー）は中国広東省で製造・使用されている調味用食材。カキのむき身を塩ゆでしてから日干しにしたもので、うま味を出すのに使われる。

### 薬用
貝殻はボレイといい、焼成してから粉砕した粉は『日本薬局方』に「ボレイ」および「ボレイ末」として記載の生薬である。ボレイの歴史は古く梁の陶弘景が『神農本草経』を修訂した『神農本草経集注』に収載されている。現在市販されているものはマガキの左殻が普通である。
「ボレイ末」は炭酸カルシウム（CaCO3）が主成分で、リン酸塩のほかマグネシウム、アルミニウム、ケイ酸塩、酸化鉄などを含有する。処方例として、安中散、桂枝加竜骨牡蛎湯、柴胡加竜骨牡蛎湯などに使われる。また、農薬として長期的に使用すると除草効果（雑草の根張りが悪くなる）があるとされる。薬理作用として、かき肉には血糖低下（カキ身エキス）、免疫増強作用（中性多糖類）、牡蛎制酸などの作用があるとされる。薬用以外には天然炭酸カルシウムとして、あるいは1000℃程度に焼成すると、カキ灰などとも呼ばれる酸化カルシウム（CaO）が主成分のものとなり、消しゴムの添加剤などの工業用や食品添加物、砂糖精製用助剤などにも利用されている。

### 餌
「ぼれい粉」の名前で鳥類の餌として供給される。カキ殻は、鳥や卵殻に必要なカルシウム分が豊富である。

### その他
海苔の養殖などにおいて、海苔の糸状体が蛎殻に付着することを利用し、採苗に貝殻が利用される場合もある。
海水の浄化
二枚貝は水中の懸濁態物質やプランクトンを取り込むため、カキを収穫することで、水中の栄養塩の回収につながる。特にカキは濾過量が他の2枚貝に比べて多い。アメリカ合衆国東海岸のチェサピーク湾では、オイスターガーデニングと呼ばれる水質浄化活動も行われている。カキの擬糞はゴカイなどの底生生物の餌となり、底生生物は魚類の餌となる。しかし、過剰なカキ養殖などにより底生生物による分解能力を超えて擬糞が発生すると、低層が貧酸素水塊化し、底泥もヘドロ化することがある。
胡粉
日本画によく使われる白色の顔料。岩絵具の一つにも分類される。
肥料
粉砕された殻が「かき殻石灰」などの名前で有機石灰の一種として供給される。消石灰と異なり、作物に有効な微量元素を多く含んでいる。
屋根材
江戸時代の日本では、牡蠣殻で屋根を葺く牡蠣殻葺（牡蠣殻屋根）が行われていた。飛び火による延焼を防ぐ効果があり、瓦葺きの代用として江戸幕府も板葺きに牡蠣殻を葺くよう奨励していた。

## カキと食中毒
古くから食べられてきたカキであるが、その一方で「あたる」食品（食材）としても知られている。カキの食中毒が注目されるのは非加熱状態で食べられる機会が多いことと関係している。英語やフランス語では、月の名前にRがない5-8月の暑い時期のカキは危険であるとされていた。
貝の身を食べることに関して、アサリやハマグリ、シジミ、サザエなどは加熱してから丸のまま、ホタテは貝柱で生で食べることはあるにしても、丸ごとでは焼いたり茹でたりしてから食べ、アオヤギの小柱は軍艦巻などにして、舌の部分は湯振りしてから食べるのが基本である。これに対して、カキは生食されることも多く、十分注意する必要がある。
現代の日本国内で流通している生食用のカキは、食中毒を極力回避するために生産・流通段階でいくつかの対策がとられている。例えば、生食用カキには加工基準が設けられ、カキそのものを対象として規格基準が設けられている。さらに、保存基準、表示基準も規定されている。具体的には、加工基準としては、食品衛生法或いは厚生労働省通知に基づき
- 定期的な貝毒検査の実施[43]
- 大腸菌群最確数が一定以下の海域で採取されたもの
- それ以外の海域で採取されたものであって、大腸菌群最確数が一定以下の海水、または塩分濃度3%の人工塩水を用い、かつ、当該海水若しくは人工塩水を随時換え、浄化したもの

のどちらかであることが規定されている。また、規格基準としては、細菌数E.coli（大腸菌）最確数、V. parahaemolyticus（腸炎ビブリオ）最確数も規定されている。これらに加えさらに厳しい指導基準を各生産地域が設けている場合もある。なお、生食用カキの上記加工基準を満たすために、紫外線殺菌された海水中や人工海水などを充分に循環させた環境下にて絶食状態として数日間飼育される場合がある。この場合、貝表面や貝内部に取り込まれた細菌の大部分を貝内から排出させほぼ無菌状態になることとは引き替えに、同様の処理がされていないものに比べ身が痩せてしまうこともあるので、加熱処理用のものよりも味が劣ることがある。
現代において、食中毒症状を引き起こす原因としては貝毒、細菌（腸炎ビブリオや大腸菌など）とウイルス（特にノロウイルス）がよく知られている。どの原因も生育環境（海水）に由来するものであり、二枚貝特有の摂餌行動などによって貝内部、特に消化器官（中腸腺など）に取り込まれ生物濃縮されるものである。
貝毒以外の食中毒の予防のために留意すべきことは、
- 十分に加熱することで食中毒を回避できる
- カキを含むいずれの二枚貝も、同様の処理で食用にする限り食中毒の危険度に関しては変わらない

という点である。

### 貝毒
貝毒は貝が捕食する海水中の有毒プランクトン中の毒性物質を蓄積したものである。対策として、生育海水中の植物プランクトンの種類および貝に含まれる毒が定期的に検査されている（参照：マウスユニット）。有毒プランクトンの発生し易い時期は3月から5月。広島県立総合技術研究所の研究によれば、濾過海水中で一定期間飼育することで、毒の量を規制値以下に減毒できるとしている。

### 細菌
細菌は海水中に常時一定数存在するものであり、ごく少量であれば食中毒症状を引き起こすことはない。しかし、気候や水質、保存方法などによっては細菌が大量に増殖することもあり、生食する際には注意が必要である。なお、現代の日本国内の生食用カキの場合は上述のように流通段階では十分な対策が取られているが、実際には、食中毒原因菌である腸炎ビブリオ（Vibrio parahaemolyticus）、黄色ブドウ球菌（Staphylococcus aureus）、糞便性大腸菌群（Escherichia coli）が検出される事があり、残った少量の細菌を増殖させてしまうような環境で保存することの方が危険であると指摘されている。
腸炎ビブリオ
20℃付近でおよそ10分間に1回と活発に分裂・増殖するが、15℃以下では増殖は抑制される。また、経口摂取によって感染症状を引き起こす際には生菌100万個程度が必要であるとされる。
これらのことから、20℃以上の環境に数時間置いておくだけで食中毒を引き起こす可能性があると言えるので、家庭で調理する際には十分に注意されたい。夏期に海水温が20℃を超えるような時期はやはり食中毒の原因となりやすい。70度以上1分間の加熱でほぼ死滅するとされている。
大腸菌
一般的には37℃付近でおよそ30分に1回と活発に分裂・増殖する。紫外線照射海水や清浄海水などの循環によって同菌への対策がなされている。75度以上1分間の加熱でほぼ死滅するとされている。
赤痢菌
日本国内産についてはまず問題になることはないが、韓国では2001年にカキが原因で1,000人規模の罹患者を出した。この際、韓国産のカキが日本国内において、国内産として産地偽装され流通されていることが発覚した。
黄色ブドウ球菌
食品中で増殖し加熱しても分解されない耐熱性の毒素（エンテロトキシン）を産生する。

### ウイルス
ノロウイルス
2000年頃より特に注目されている。ノロウイルス感染力は85℃以上で1分間以上加熱されることにより不活化するとされており、中心部まで十分に加熱することが重要とされる。沸騰した湯で最低でも1 - 2分程度、約180度前後の油で4分以上揚げることで食中毒の危険性は大幅に軽減する。
2001年-2003年の調査では、生食用カキの12.9%、加熱加工用カキの24.4%がノロウイルスで汚染されていた。
厚生労働省や保健所は二枚貝を内臓も含めて、食す際には内部まで十分に加熱調理するように、また調理の際に使用した器具の十分な洗浄を呼びかけている。下水処理場では感染者の排泄物に含まれるウイルスを十分に除去できないため、排水が流入する養殖海域で養殖される貝類などから検出されることが多い。免疫のない者（1年以内に感染していない者や、先天的に免疫ができない者）、抵抗力が弱い老人や子供などはウイルス感染を起こし、激しい感染性胃腸炎を引き起こす。通常1-2日で治癒するが、乳児・高齢者は重症となることがある。
なお、ノロウイルスに関する情報として厚生労働省の公式サイト内にノロウイルスに関するQ&Aが用意されているので、こちらも参照されたい。
日本では報道により「ノロウイルスと言えばカキ」という印象が広まり、特に2006年から2007年にかけてノロウイルス感染報道があるごとにカキの売上が減少した。

## 日本における漁獲量
|    | 道県   | 生産量 (単位=1万トン) |
| -- | ------ | --------------------- |
|    | 全国   | 16.41                 |
| 1  | 広島県 | 10.68                 |
| 2  | 宮城県 | 1.87                  |
| 3  | 岡山県 | 1.07                  |
| 4  | 兵庫県 | .62                   |
| 5  | 岩手県 | .58                   |
| 6  | 北海道 | .41                   |
| 7  | 三重県 | .32                   |
| 8  | 福岡県 | .17                   |
| 9  | 石川県 | .14                   |
| 10 | 長崎県 | .12                   |

生産量年次推移 (1956-2012年) 単位 1万トン
年次推移出典：総務省統計局 海面漁業生産統計調査 長期累年（昭和31年〜平成24年）
- 1988年に記録した最大量は約27万トン。2012年は約16万トンだった。

### 流通に係わる法制度
東京都庁では、食品として安全に流通させるために、生食用かきを取り扱う場合、保健所長への届出を必要とさせている。届け出を行うと「生食用かき取扱い届済」ステッカーが交付される。
同時に、大腸菌、腸炎ビブリオ、腸管出血性大腸菌（O157など）、ノロウイルス、貝毒等の項目の検査と履歴の保存を指導している。また、生食用カキが原因となる食中毒が発生した際に、速やかな調査と食中毒事故の拡大を防止する目的で、採取海域の表示を義務付けている。

### 日本の産地

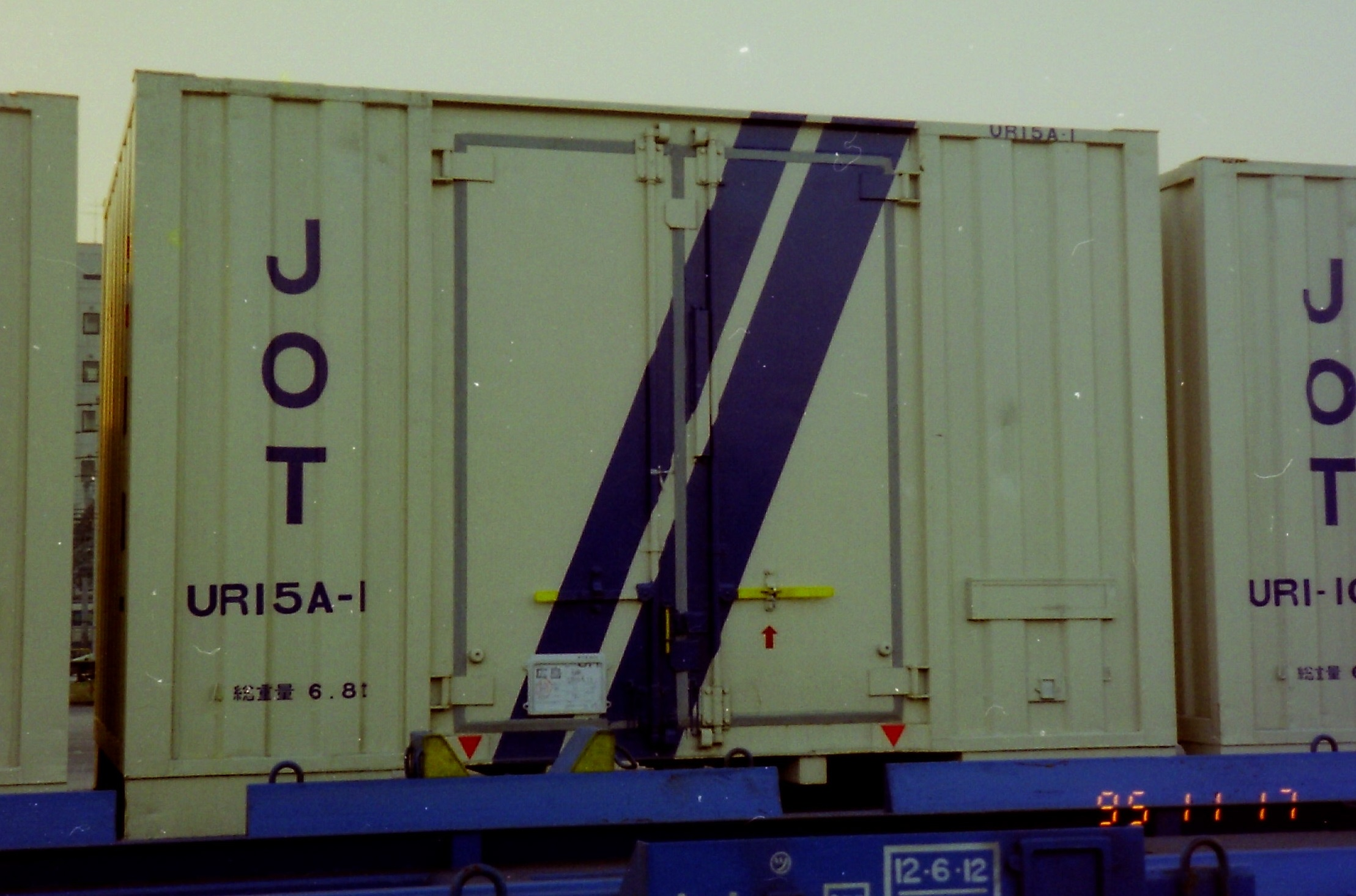
広島県産カキを鉄道輸送していた鮮魚用重冷蔵コンテナ
（1995年11月17日、東京貨物ターミナル駅にて撮影）

日本の2014年におけるカキの水揚げ量は183,685トン。内訳は広島県が116,672トンでシェア約64%、宮城県が20,865トンでシェア約11%、岡山県が16,825トンでシェア約9%、以下兵庫県、岩手県、三重県、北海道、石川県、福岡県、長崎県、香川県、新潟県、愛媛県、京都府…と広島産（広島かき）が全国の過半数を占める。また、同年の輸入量は14,892トンであり、輸入量の93%を韓国からのものが占めていた。
日本全国の主な産地は次の通り。これらの産地ではシーズンを迎えると、観光客向けの大規模なツアーやイベントを企画したりして、観光振興に一役買っている。
- 北海道（サロマ湖畔、釧路町、厚岸町、知内町）
- 岩手県（山田湾、大船渡湾）
- 宮城県（志津川湾、牡鹿半島、松島沿岸）
- 新潟県（加茂湖、真野湾）
- 富山県（新湊）
- 石川県（能登半島）
- 三重県（鳥羽市、志摩市）
- 京都府（久美浜湾）
- 兵庫県（播磨灘(相生市、赤穂市、姫路市(家島諸島)など))
- 岡山県（瀬戸内海、備前市日生諸島、瀬戸内市虫明湾、浅口市寄島町）
- 広島県（瀬戸内海、広島湾一帯）
- 香川県（瀬戸内海、高松市牟礼町、さぬき市）
- 愛媛県（瀬戸内海、宇和島市）
- 福岡県（糸島半島、豊前海）
- 佐賀県（太良町）
- 長崎県（九十九島、有明海、大村湾）
- 宮崎県（細島港）

北海道厚岸町のシングルシード（蛎殻を砕いたものに各一匹の幼生を付着させて育てたもの）のカキ「カキえもん」ここは一年中出荷できる。仙鳳趾の牡蠣は大型で身が締り高級品、三重県の「的矢かき」「浦村かき」「渡利かき」、広島県の3倍体のカキ「カキ小町」、北海道寿都町の「寿（ことぶき）カキ」など、各産地ごとにブランド化したカキを売り出すなど、新しい動きもみられる。
海外では香港郊外の流浮山はカキの焼き物などの料理が有名な養殖地であったが、近くの深圳の工業化によって海水の汚染が酷くなり、衰退している。
日本でも、大正時代まで東京湾は牡蠣の一大養殖地として著名だったが、水質の悪化によって姿を消した。東京都中央区の日本橋蛎殻町に地名として残っている。
2012年に「かき日本一決定戦」が開催され、長崎県諫早市小長井町の小長井牡蠣（有明海産）「華蓮」が初代チャンピオンに輝いた。

## 言語

### 語源
古来の和名は「おかきのかい」あるいは「かき」であり、密集している貝を掻き取ることが語源と考えられている。

### 派生義
- 広東語で「蠔豉 / 蚝豉」（干しガキ）は「ホウシー（拼音: háoshì）」といい、「好市」（拼音: hǎoshì、良い市況）と似た発音なので、旧正月に好んで食べられる。
- 英語のoysterは孤独を好む性質や寡黙さの代名詞[31]。成句としては、「カキのように口が堅い（as close as an oyster）」、日本語の「月とスッポン」に近い「リンゴとカキのように似ても似つかない（as like as an apple to an oyster）」、シェイクスピア作品に由来する「世界は儲けの種である（The world's one's oyster）」、アメリカ英語の口語では「泥中のカキのようにこの上もなく満足して（like an oyster in the mud）」「カキのようにぴったり固く締める（tight as oyster）」などがある。

### 日本語のアクセント
植物のカキ（柿）とは同音だが、共通語ではアクセントの位置が異なる。カキ（貝）の場合はカキであり、これは「夏季」「夏期」「下記」「火気」「花器」「火器」「花卉」等の熟語などとも同じ。他方、カキ（柿）はカキである（それぞれ太字にアクセント）。

### 漢字
「蠣」「蛎」だけでカキの意味を表し、「牡」の文字を用いて「牡蠣」「牡蛎」の表記が一般的である。これは一般に貝は雌雄で色の異なる部分があり、白い物が雄と考えられていたのに対し、カキは全身が白いことから「牡しかいない貝」と誤解されたことに由来する。実際にカキの生殖巣においては精巣と卵巣が入り混じっていることもあり、その区別は肉眼では不可能で、顕微鏡を使用しなければならない。
しかし「蛎」「蠣」ともに常用漢字ではないため、商品名および地名など表記の指定がない限りは、漢字が使われることは少ない。
中国語では「牡蛎」「牡蠣」（ムーリー、拼音: mǔ lì）も使われるが、専門用語的であり、口語では「蠔」、簡体字で「蚝」（ハオ、拼音: háo）が用いられる。
閩南語や台湾語では「オーアー、台湾語仮名 ヲヲアア」と別の語が使われる。中国では「蚝仔（蠔仔、拼音: háozǐ）」と表記し、台湾では同音の旁を使った「蚵仔（拼音: hézǐ）」という漢字表記が作成された。

### 色
カキの身のような色として、生牡蠣色がある。

## 参考画像

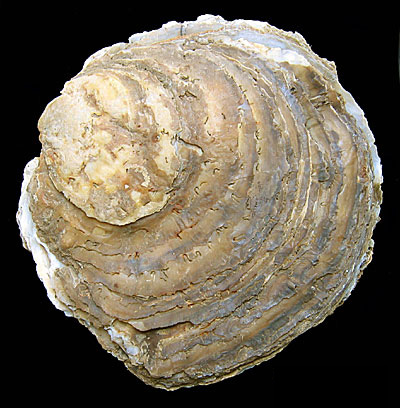
ヨーロッパヒラガキ
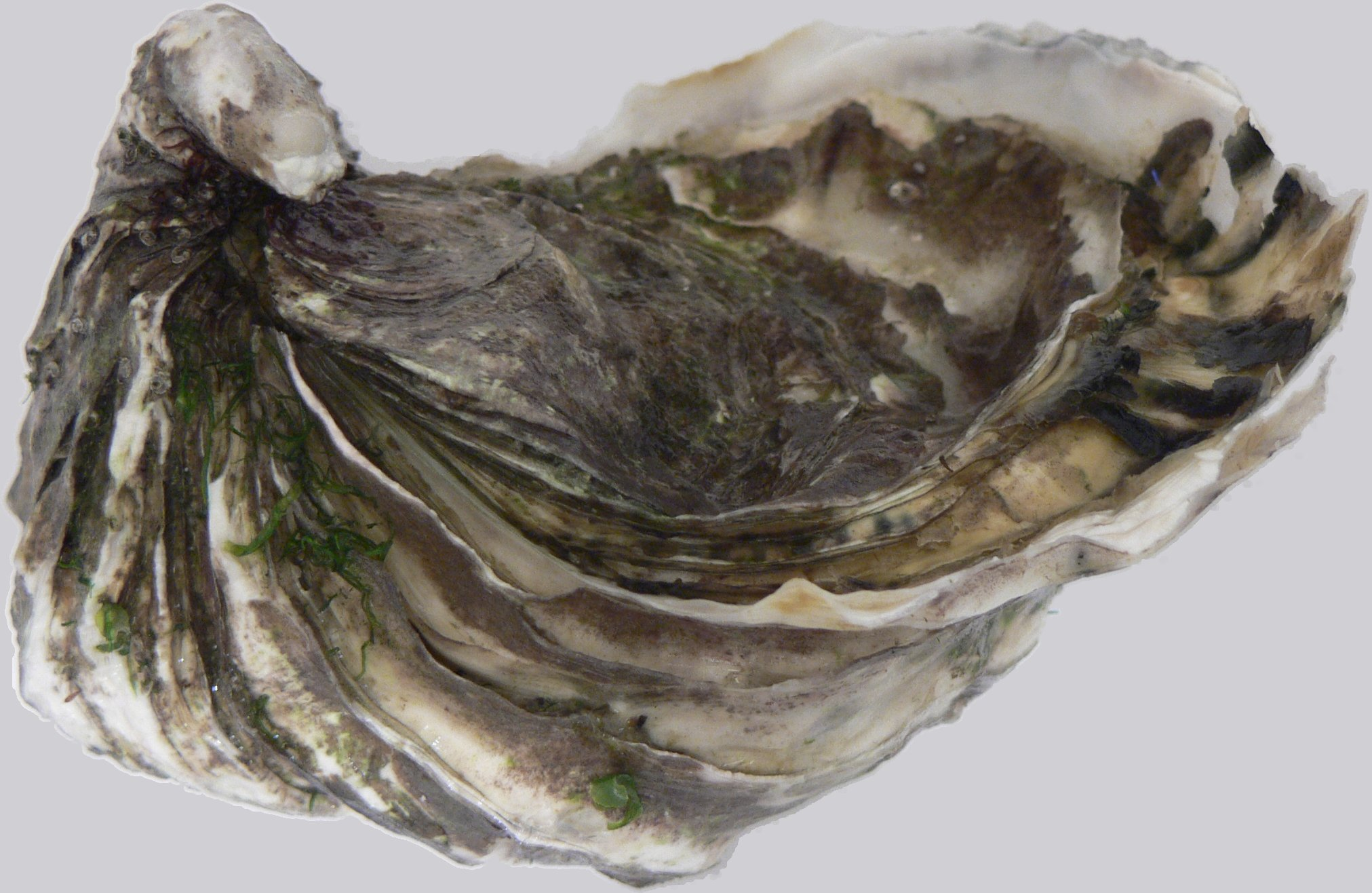
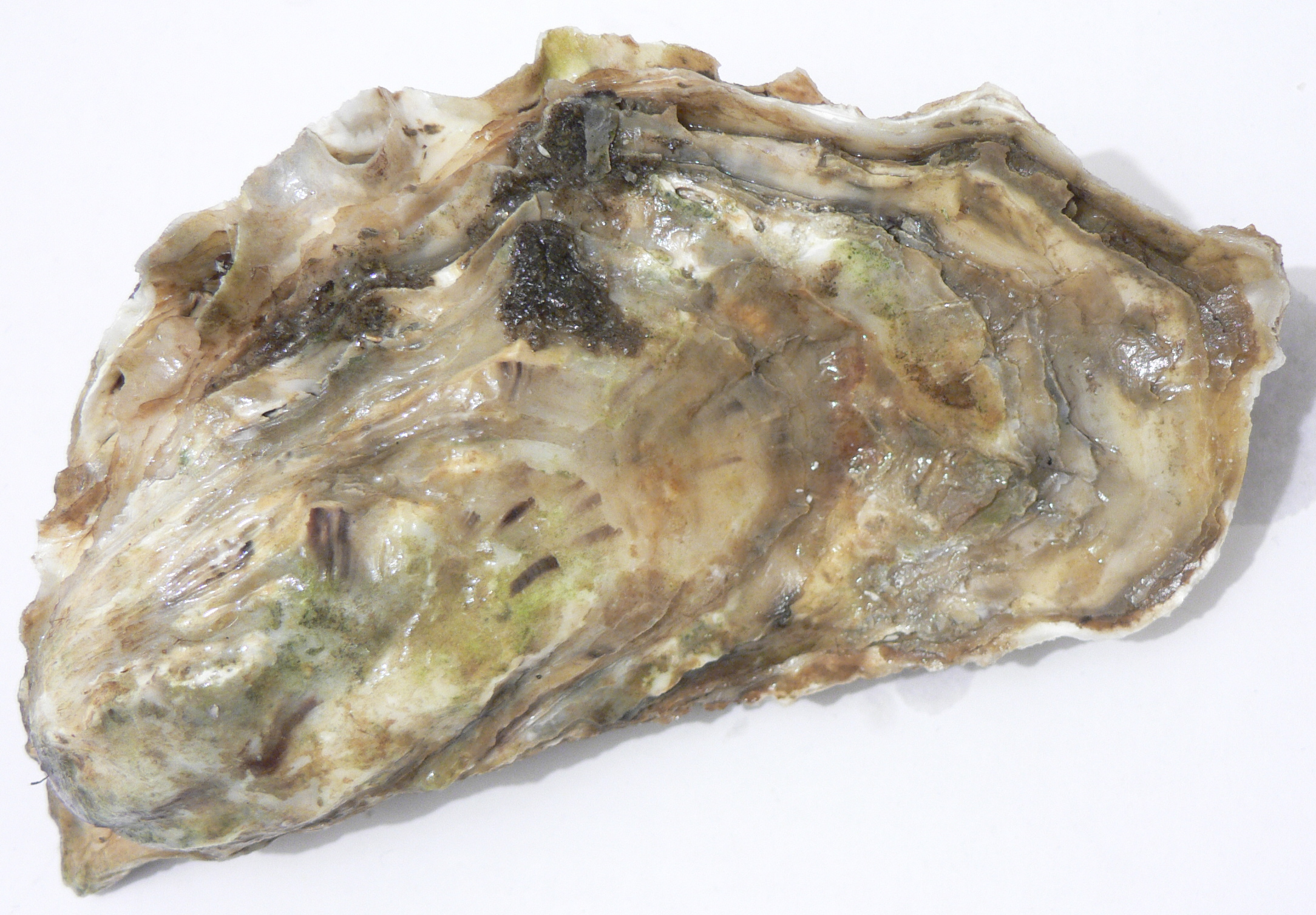
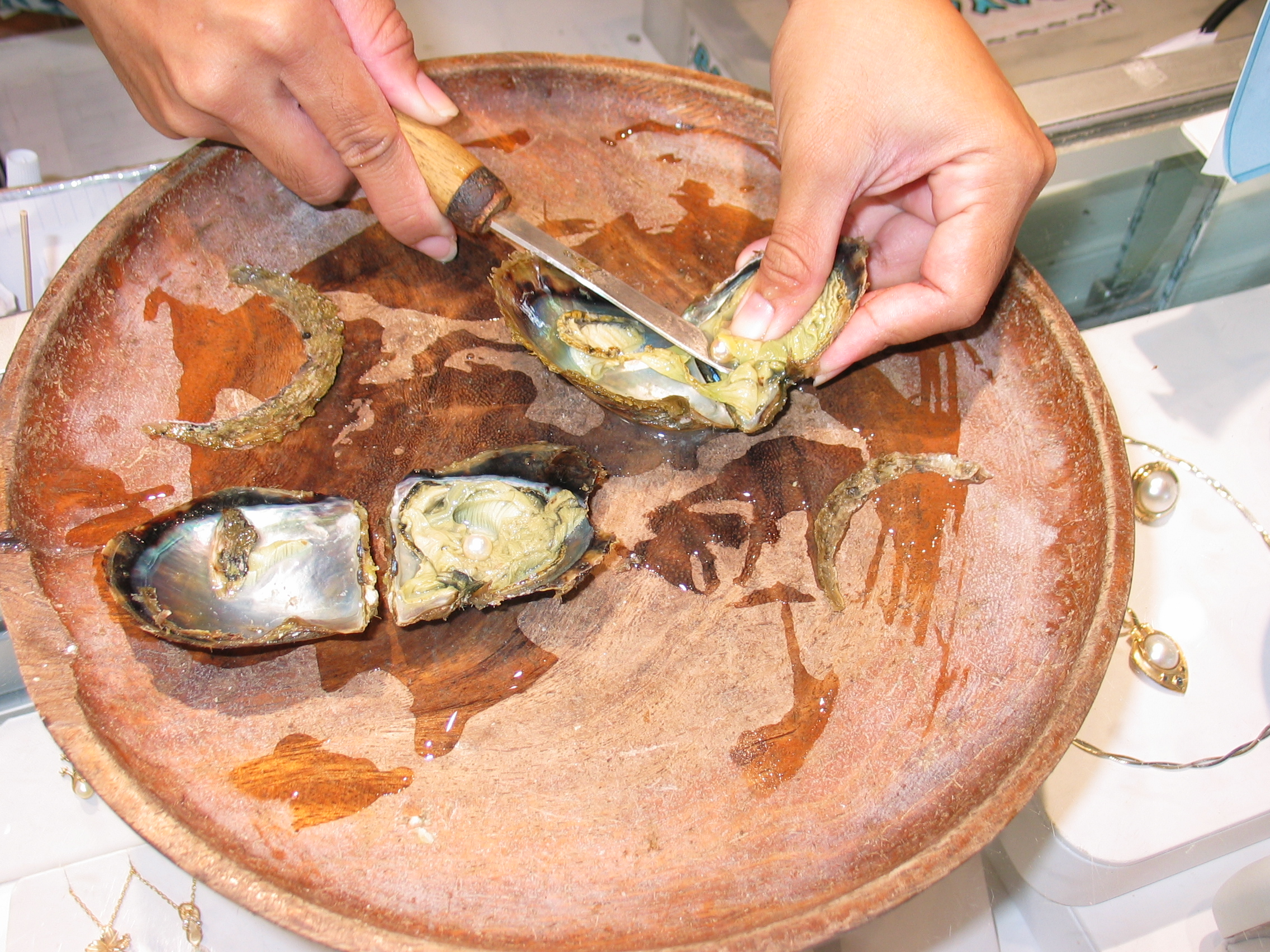
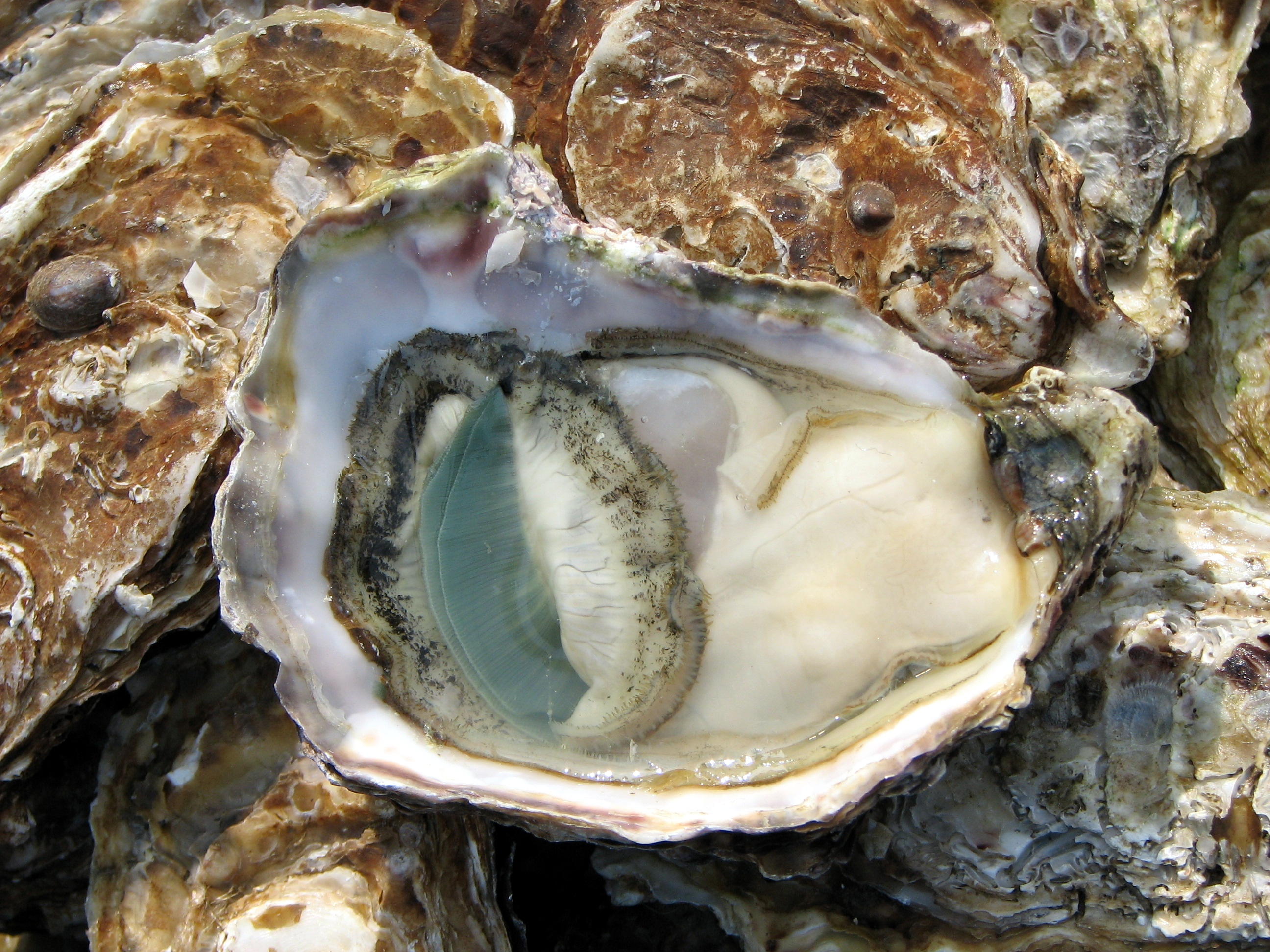
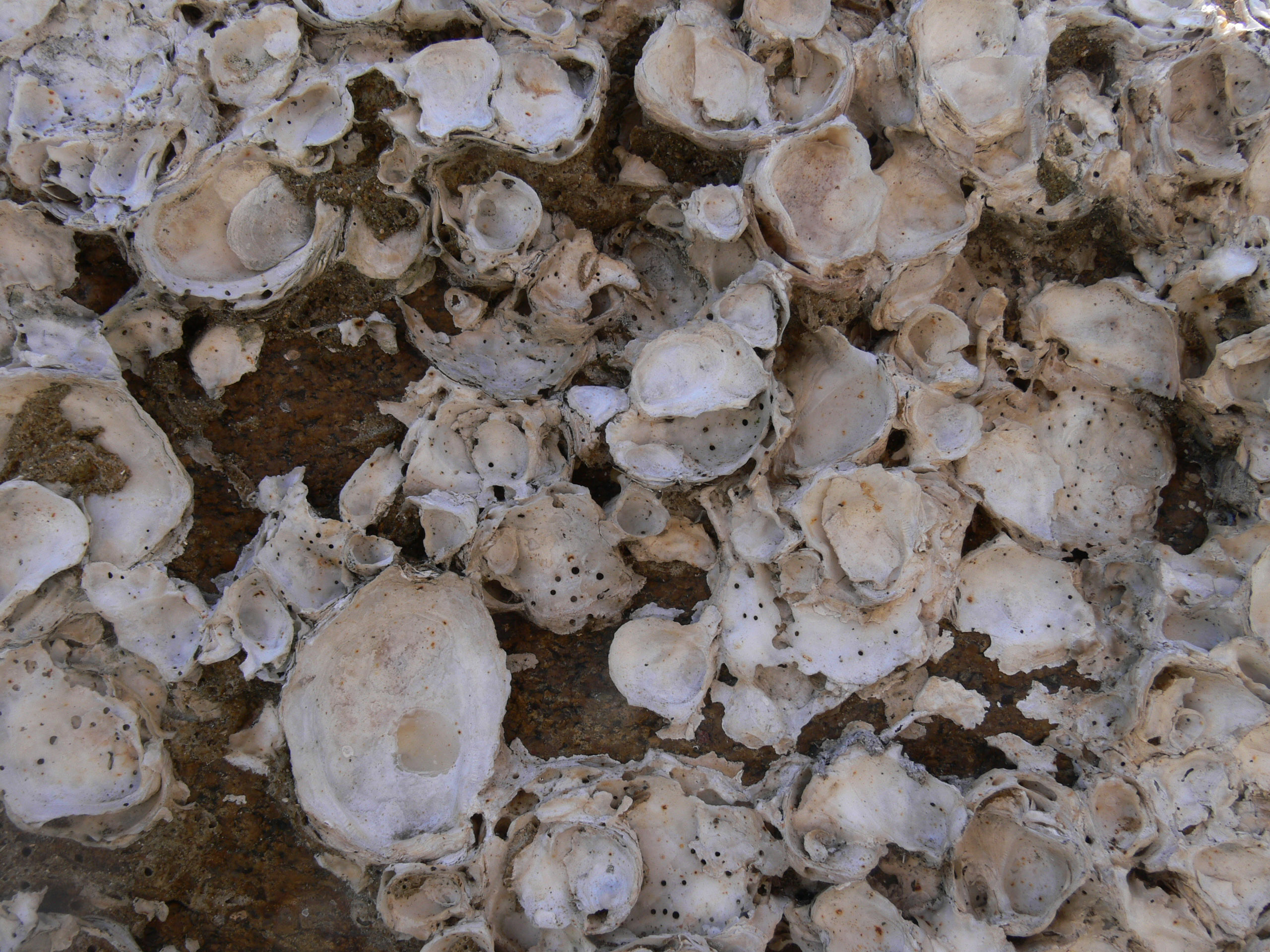
岩に付着した貝殻
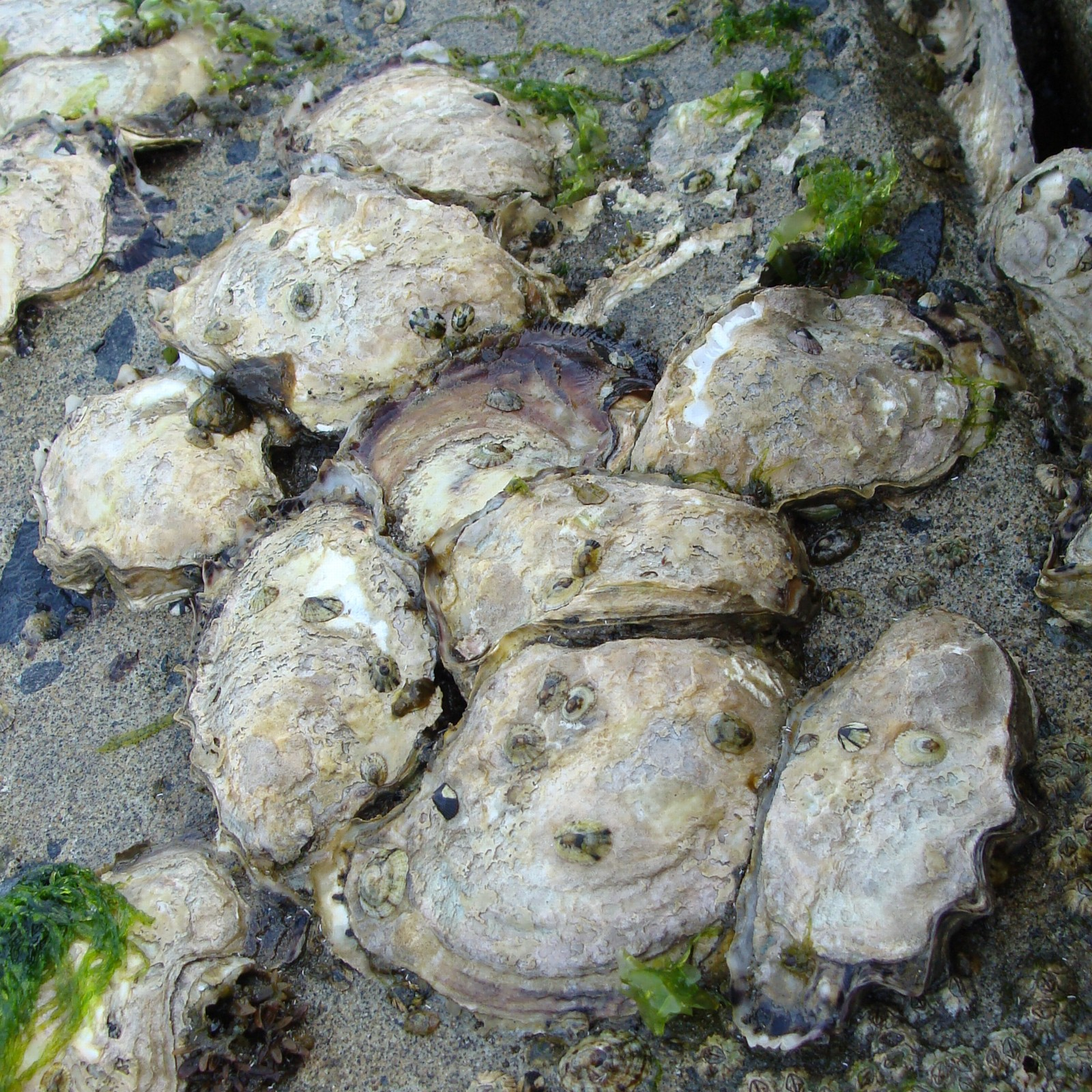
海辺のコンクリートに付着したカキ（夏）
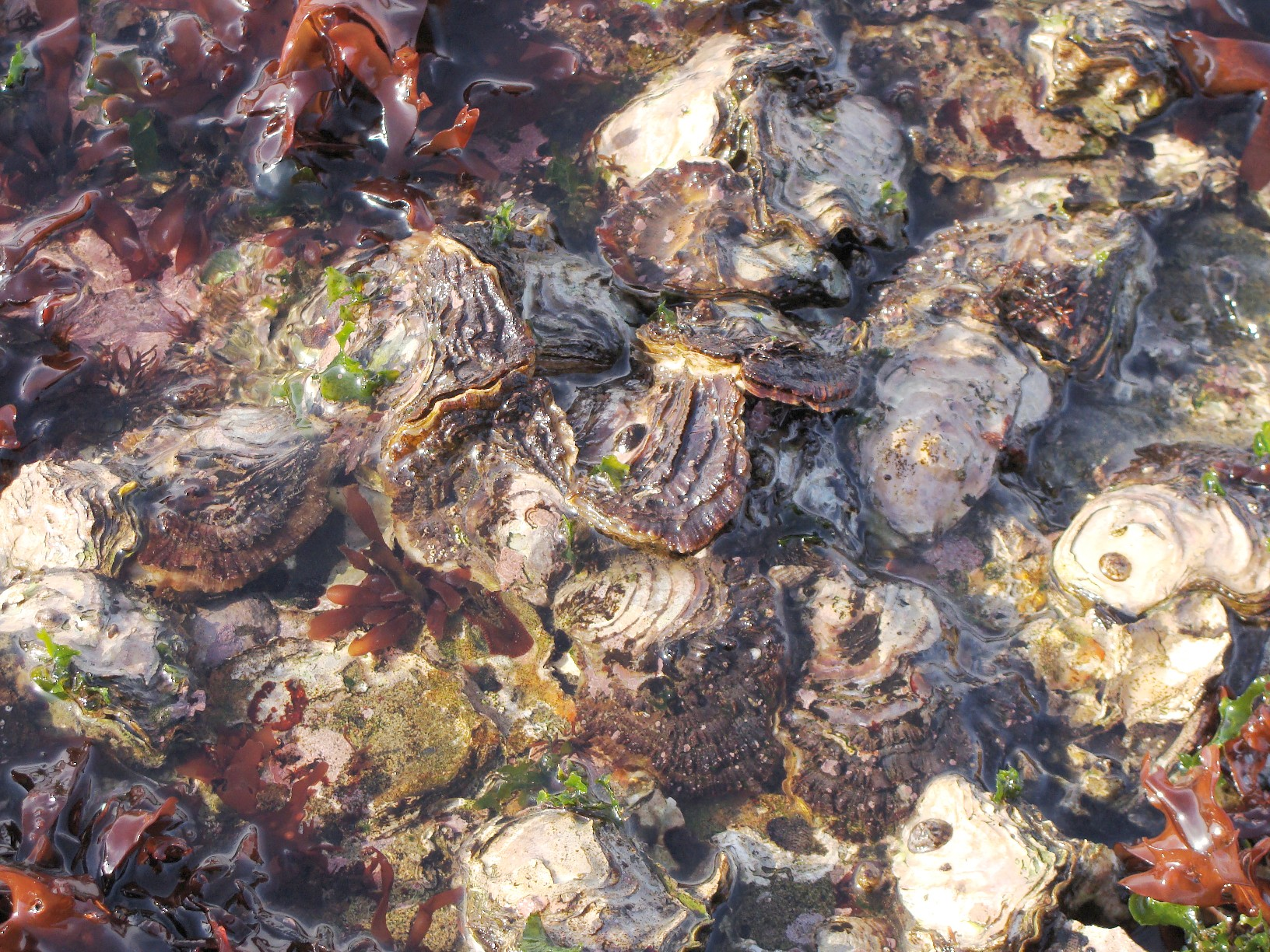
海辺のコンクリートに付着したカキ（冬）
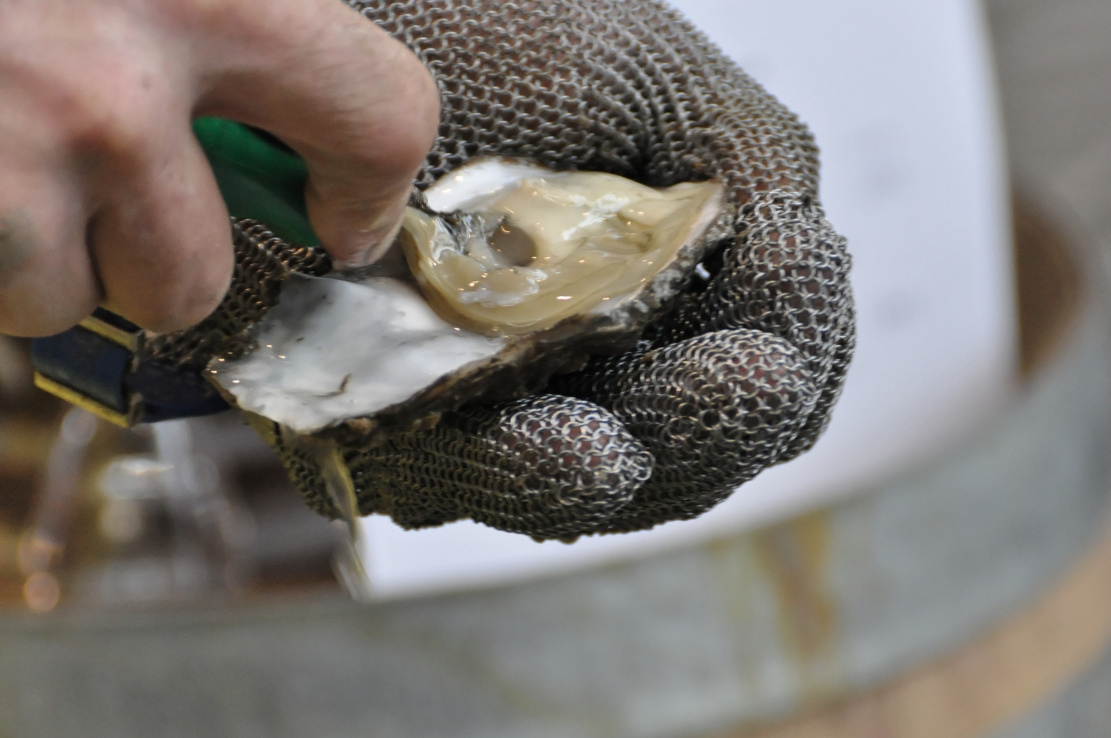
かき打ち（牡蠣を貝から剥がす作業）